# Vereinigtes Königreich beim Eurovision Song Contest
Teilnehmende Rundfunkanstalt

Erste Teilnahme
1957
Anzahl der Teilnahmen
67 (Stand 2025)
Höchste Platzierung
1 (1967, 1969, 1976, 1981, 1997)
Höchste Punktzahl
466 (2022)
Niedrigste Punktzahl
0 (2003, 2021)
Punkteschnitt (seit erstem Beitrag)
64,73 (Stand 2021)
Punkteschnitt pro abstimmendem Land im 12-Punkte-System
2,63 (Stand 2021)
Dieser Artikel befasst sich mit der Geschichte des Vereinigten Königreichs Großbritannien und Nordirland als Teilnehmer am Eurovision Song Contest.

## Regelmäßigkeit der Teilnahme und Erfolge im Wettbewerb

Britische Erfolge beim Eurovision Song Contest
Die schwarze Linie zeigt die Teilnehmerzahl und somit die schlechteste erreichbare Platzierung

Die erste Teilnahme Großbritanniens fand 1957 statt. Allerdings war das Debüt nur wenig erfolgreich. Patricia Bredin landete nur auf Platz 7 von 10. Nach diesem Misserfolg setzte das Land 1958 aus, kehrte aber 1959 bereits wieder zurück. 1959 war das Land auch deutlich erfolgreicher als beim Debüt. Schließlich erreichte das Duo Pearl Carr & Teddy Johnson Platz 2. Auch 1960 und 1961 landeten die britischen Beiträge jeweils auf Platz 2, womit Großbritannien das erste Land im Wettbewerb war, welches drei Mal in Folge Platz 2 erreichte. Die Teilnahmen 1962 und 1963 waren allerdings genauso erfolgreich, da die britischen Beiträge jeweils Platz 4 erreichten. In den Jahren 1964 und 1965 erreichte Großbritannien wieder jeweils Platz 2 im Wettbewerb und holte somit seinen bereits fünften zweiten Platz. Umso enttäuschender war die Platzierung 1966. Der Sänger Kenneth McKellar landete lediglich auf Platz 9 von 18 und damit nur im Mittelfeld, was Großbritanniens schlechteste Platzierung seit ihren Debüt darstellte. Umso erfolgreicher war das Land dann 1967, als Sandie Shaw mit dem Lied Puppet on a String den gesamten Wettbewerb gewinnen konnte. 1968 fand der Wettbewerb dann zum bereits Dritten Mal im Vereinigten Königreich statt, nachdem das Land bereits 1960 und 1963 Gastgeber war. Beinahe hätte das Land erneut gewonnen, allerdings landete am Ende Spanien einen Punkt vor Großbritannien. Somit erreichte das Land 1968 seinen bereits sechsten zweiten Platz. 1969 gewann Großbritannien dann erneut den Wettbewerb. Schließlich war die britische Sängerin Lulu mit ihrem Lied Boom Bang-a-Bang eine von vier Siegerinnen, neben den Teilnehmerinnen aus Frankreich, Spanien und den Niederlanden. 1970 landete der britische Beitrag dann erneut auf dem zweiten Platz. 1971 hingegen wurde mit Platz 4 erstmals seit 1966 keine Platzierung unter den besten Zwei geholt. 1972 war das allerdings schon wieder vorbei, da Großbritannien erneut Platz 2 erreichte. 1973 vertrat dann Cliff Richard erneut das Land, nachdem er bereits 1968 Platz 2 belegte. Dieses Mal erreichte er allerdings Platz 3, womit Großbritannien erstmals diese Platzierung erreichte. 1974 erreichte das Land, wie bereits 1971, Platz 4. 1975 erreichte die Band The Shadows dann erneut Platz 2 für das Land. Es war das bereits neunte Mal, dass das Land diese Platzierung erreichte. 1976 konnte Großbritannien dann seinen dritten Sieg im Wettbewerb einfahren, nachdem die Band Brotherhood of Man den Wettbewerb für sich gewinnen konnte. Mit 164 Punkten erreichten sie ebenfalls eine neue Höchstpunktzahl für das Land. 1977, als der Wettbewerb in London stattfand, erreichte der britische Beitrag erneut einen zweiten Platz. Erst 1978 endete Großbritanniens Serie an Platzierungen unter den besten Fünf.
So erreichte der britische Beitrag 1978 mit Platz 11 von 20 die schlechteste Platzierung seit über zehn Jahren. Auch 1979 konnte Großbritannien nur im oberen Mittelfeld landen mit Platz 7 von 19. Bereits 1980 befand sich das Land aber wieder unter den besten Fünf. So erreichte die Band Prima Donna 1980 Platz 3. 1981 war das Land sogar noch erfolgreicher, da die Gruppe Bucks Fizz den Wettbewerb gewinnen konnten. Es stellte den vierten Sieg des Vereinigten Königreichs im Wettbewerb dar. Ab 1982 begann aber Großbritanniens bis dahin schwächste Phase im Wettbewerb. So erreichte Großbritannien 1982, 1984 und 1986 jeweils nur Platz 7 im Wettbewerb, während 1983 Platz 6 erreicht wurde. 1985 wurde mit Platz 4 knapp eine Platzierung unter den besten Drei verpasst. 1987 erreichte der britische Beitrag sogar nur Platz 13 von 22, womit das Land erstmals in neuen Jahren keine Platzierung unter den besten Zehn erreichen konnte. 1988 und 1989 war das Land aber wieder sehr erfolgreich. So erreichten die britischen Beiträge in diesen Jahren jeweils wieder Platz 2, wobei 1988 die Schweiz nur knapp gewonnen hatte, da sie einen Punkt mehr hatten als das Vereinigte Königreich. Es war das bereits zwölfte Mal, dass das Land den zweiten Platz erreichte. 1990 erreichte die Sängerin Emma mit Platz 6 erneut ein gutes Ergebnis für das Land. Auch 1991 platzierte sich Großbritannien unter den besten Zehn mit Platz 10. 1992 und 1993 erreichte Großbritannien dann erneut Platz 2. 1994 und 1995 erreichten die britischen Beiträge dann jeweils Platz 10. 1996 erreichte das Land in der Vorrunde Platz 3, konnte sich am Ende im Finale aber nur auf Platz 8 positionieren. 1997 konnte Großbritannien dann seinen fünften Sieg im Wettbewerb verbuchen. Schließlich gewann die Band Katrina and the Waves mit 227 Punkten den Wettbewerb, was bis heute die Höchstpunktzahl im Wettbewerb für Großbritannien darstellt. Neben dieser Besonderheit wurde das Land 1997 Teil der eingeführten „Großen“ – Big Four (Deutschland, Frankreich, Großbritannien, Spanien), seit 2011 Big Five (mit Italien), die größten EBU-Beitragszahler – und hat damit immer einen garantierten Finalplatz. Diese Maßnahme wurde eingeführt, um die langfristige Teilnahme der großen Geldgeber (Spanien, Großbritannien, Frankreich und Deutschland, ab 2011 auch Italien) und so das Überleben des Contests zu sichern. 1998, als der Wettbewerb zum bereits achten Mal im Vereinigten Königreich stattfand, erreichte die Sängerin Imaani einen erneuten zweiten Platz für das Land im Wettbewerb. Es war das fünfzehnte Mal, dass das Land Platz 2 erreichte. Nach diesen erfolgreichen Jahren ging es für Großbritannien allerdings steil bergab im Wettbewerb und seither hat Großbritannien insgesamt seine bisher schwächste Phase im Wettbewerb.
So erreichte Großbritannien 1999 mit Platz 12 die erste Platzierung im Mittelfeld seit 1987. In den Jahren 2000 und 2001 erreichten die britischen Beiträge ebenfalls nur Platzierungen im Mittelfeld mit Platz 16 und 15. 2002 war das Land aber wieder erfolgreich im Wettbewerb, als Jessica Garlick Platz 3 erreichte. Umso schlimmer war die Platzierung 2003. Dort erreichte das Gesangsduo Jemini den letzten Platz ohne einen einzigen Punkt erhalten zu haben. Bis dahin war es Großbritanniens schlechteste Platzierung im Wettbewerb. Nach diesem Fiasko konnte auch 2004 der Erfolg nicht zurückkehren. So erreichte das Land lediglich Platz 16. 2005 landete die Sängerin Javine dann auf dem drittletzten Platz. Auch 2006 war Großbritannien wenig erfolgreich im Wettbewerb und landete im unteren Mittelfeld mit Platz 19. 2007 landete das Land dann auf dem vorletzten Platz im Finale, während 2008 Großbritannien zum bereits zweiten Mal Letzter wurde. Umso erfolgreicher war es 2009, dass das Land am Ende Platz 5 erreichte. Es war die beste Platzierung seit 2002. Im Folgejahr wurde das Land aber erneut Letzter, womit Großbritannien seinen dritten letzten Platz erreichte. 2011 verpasste die Band Blue dann knapp eine Platzierung unter den besten Zehn mit Platz 11. 2012 erreichte Engelbert Humperdinck dann einen vorletzten Platz. Auch Bonnie Tyler 2013 war wenig erfolgreich im Wettbewerb. Schließlich landete sie am Ende nur auf Platz 19. 2014 konnte sich Großbritannien wieder im Mittelfeld platzieren mit Platz 17, während das Land 2015 und 2016 nur auf dem drittletzten Platz landete. 2017 erreichte Lucie Jones mit Platz 15 die beste Platzierung seit 2011 für Großbritannien, während SuRie 2018 wieder nur auf dem drittletzten Platz landete. 2019 belegte Großbritannien zum ersten Mal seit 2010 wieder den letzten Platz. 2021 erreichte das Vereinigte Königreich dann zum zweiten Mal in Folge den letzten Platz. Der Beitrag erhielt weder vom Televoting, noch von den Jurys Punkte, was in dem Punktesystem, welches seit 2016 genutzt wird, das erste Mal auftrat. Gemessen an der höheren Wahrscheinlichkeit Punkte zu erhalten bei doppelten Punktesätzen, ist dies die schlechteste Platzierung des Landes im Wettbewerb. 2022 erreichte Sam Ryder für das Königreich mit einem zweiten Platz hinter dem Gewinner Ukraine das beste Ergebnis seit 1998. Beim Juryvoting wurde man sogar Erster. 2023 konnte man als Gastgeber nicht an den Vorjahreserfolg anknüpfen – mit Platz 25 erzielte man nur einen vorletzten Platz. 2024 erreichte man mit Platz 18 erneut eine eher niedrige Platzierung, wenn jedoch etwas besser als im Vorjahr. 2025 erreichte man mit Platz 19 eine eher schlechte Platzierung. In beiden Jahren bekamen die Beiträge nur die Punkte von der Jury – vom Publikum gab es keinen einzigen Punkt.
Insgesamt landeten also 42 von den 67 Beiträgen in der linken Tabellenhälfte. Mit fünf Siegen, 16 zweiten Plätzen, was einen Rekord im Wettbewerb darstellt und drei dritten Plätzen gehört das Vereinigte Königreich, trotz der eher schwachen Phase seit dem Jahr 1999, zu den erfolgreichsten Ländern im Wettbewerb. Mit 63 Teilnahmen gehört es zu dem zu den am längsten teilnehmenden Ländern im Wettbewerb. Schließlich verpasste das Land lediglich den ersten Song Contest 1956 und setzte sonst nur 1958 freiwillig aus. Den letzten Platz belegte man bislang fünf Mal.

## Liste der Beiträge
Farblegende:
– 1. Platz. 
– 2. Platz. 
– 3. Platz. 
– Punktgleichheit mit dem letzten Platz.
– ausgeschieden im Halbfinale/in der Qualifikation/im osteuropäischen Vorentscheid.
– keine Teilnahme/nicht qualifiziert.
– Absage des Eurovision Song Contests.
| Jahr   | Interpret                   | Titel Musik (M) und Text (T)                                                                                       | Sprache                  | Übersetzung                             | Finale                                           | Finale                                           | Halbfinale/ Qualifikation                        | Halbfinale/ Qualifikation                        | Nationaler Vorentscheid                    |
| Jahr   | Interpret                   | Titel Musik (M) und Text (T)                                                                                       | Sprache                  | Übersetzung                             | Platz                                            | Punkte                                           | Platz                                            | Punkte                                           | Nationaler Vorentscheid                    |
| ------ | --------------------------- | --- | ------------------------ | --------------------------------------- | ------------------------------------------------ | ------------------------------------------------ | ------------------------------------------------ | ------------------------------------------------ | ------------------------------------------ |
| 1957   | Patricia Bredin             | All M: Reynell Wreford; T: Alan Stranks                                                                            | Englisch                 | Alles                                   | 7 / 10                                           | 6                                                | Kein Halbfinale stattgefunden                    | Kein Halbfinale stattgefunden                    | Festival of British Popular Songs 1957     |
| 1958   | Auf Teilnahme verzichtet    | Auf Teilnahme verzichtet                                                                                           | Auf Teilnahme verzichtet | Auf Teilnahme verzichtet                | Auf Teilnahme verzichtet                         | Auf Teilnahme verzichtet                         | Auf Teilnahme verzichtet                         | Auf Teilnahme verzichtet                         | Auf Teilnahme verzichtet                   |
| 1959   | Pearl Carr & Teddy Johnson  | Sing Little Birdie M: Stan Butcher; T: Syd Cordell                                                                 | Englisch                 | Sing, kleiner Vogel                     | 2 / 11                                           | 16                                               | Kein Halbfinale stattgefunden                    | Kein Halbfinale stattgefunden                    | Eurovision Song Contest British Final 1959 |
| 1960   | Bryan Johnson               | Looking High, High, High M/T: John Watson                                                                          | Englisch                 | Nach oben, oben, oben schauend          | 2 / 13                                           | 25                                               | Kein Halbfinale stattgefunden                    | Kein Halbfinale stattgefunden                    | Eurovision Song Contest British Final 1960 |
| 1961   | The Allisons                | Are You Sure M/T: John Allison, Bob Allison                                                                        | Englisch                 | Bist du sicher?                         | 2 / 16                                           | 24                                               | Kein Halbfinale stattgefunden                    | Kein Halbfinale stattgefunden                    | A Song for Europe 1961                     |
| 1962   | Ronnie Carroll              | Ring-a-Ding Girl M: Syd Cordell; T: Stan Butcher                                                                   | Englisch                 | Ring-a-ding-Mädchen                     | 4 / 16                                           | 10                                               | Kein Halbfinale stattgefunden                    | Kein Halbfinale stattgefunden                    | A Song for Europe 1962                     |
| 1963   | Ronnie Carroll              | Say Wonderful Things M: Philip Green; T: Norman Newell                                                             | Englisch                 | Sag wunderbare Sachen                   | 4 / 16                                           | 28                                               | Kein Halbfinale stattgefunden                    | Kein Halbfinale stattgefunden                    | A Song for Europe 1963                     |
| 1964   | Matt Monro                  | I Love the Little Things M/T: Tony Hatch                                                                           | Englisch                 | Ich liebe die kleinen Dinge             | 2 / 16                                           | 17                                               | Kein Halbfinale stattgefunden                    | Kein Halbfinale stattgefunden                    | A Song for Europe 1964                     |
| 1965   | Kathy Kirby                 | I Belong M: Peter Lee Sterling; T: Phil Peters                                                                     | Englisch                 | Ich gehöre                              | 2 / 18                                           | 26                                               | Kein Halbfinale stattgefunden                    | Kein Halbfinale stattgefunden                    | A Song for Europe 1965                     |
| 1966   | Kenneth McKellar            | A Man Without Love M: Cyril Ornadel; T: Peter Callander                                                            | Englisch                 | Ein Mann ohne Liebe                     | 9 / 18                                           | 8                                                | Kein Halbfinale stattgefunden                    | Kein Halbfinale stattgefunden                    | A Song for Europe 1966                     |
| 1967   | Sandie Shaw                 | Puppet on a String M/T: Bill Martin, Phil Coulter                                                                  | Englisch                 | Marionette                              | 1 / 17                                           | 47                                               | Kein Halbfinale stattgefunden                    | Kein Halbfinale stattgefunden                    | A Song for Europe 1967                     |
| 1968   | Cliff Richard               | Congratulations M/T: Bill Martin, Phil Coulter                                                                     | Englisch                 | Glückwunsch                             | 2 / 17                                           | 28                                               | Kein Halbfinale stattgefunden                    | Kein Halbfinale stattgefunden                    | A Song for Europe 1968                     |
| 1969 a | Lulu                        | Boom Bang-a-Bang M: Alan Moorhouse; T: Peter Warne                                                                 | Englisch                 | Boom bang-a-bang                        | 1 / 16                                           | 18                                               | Kein Halbfinale stattgefunden                    | Kein Halbfinale stattgefunden                    | A Song for Europe 1969                     |
| 1970   | Mary Hopkin                 | Knock, Knock, Who’s There? M/T: John Carter, Geoff Stephens                                                        | Englisch                 | Klopf, klopf, wer ist da?               | 2 / 12                                           | 26                                               | Kein Halbfinale stattgefunden                    | Kein Halbfinale stattgefunden                    | A Song for Europe 1970                     |
| 1971   | Clodagh Rodgers             | Jack in the Box M: John Worsley; T: David Myers                                                                    | Englisch                 | Springteufel                            | 4 / 18                                           | 98                                               | Kein Halbfinale stattgefunden                    | Kein Halbfinale stattgefunden                    | A Song for Europe 1971                     |
| 1972   | New Seekers                 | Beg, Steal or Borrow M/T: Tony Cole, Steve Wolfe, Graeme Hall                                                      | Englisch                 | Betteln, stehlen oder leihen            | 2 / 18                                           | 114                                              | Kein Halbfinale stattgefunden                    | Kein Halbfinale stattgefunden                    | A Song for Europe 1972                     |
| 1973   | Cliff Richard               | Power to All Our Friends M/T: Guy Fletcher, Doug Flett                                                             | Englisch                 | Kraft für all unsere Freunde            | 3 / 17                                           | 123                                              | Kein Halbfinale stattgefunden                    | Kein Halbfinale stattgefunden                    | A Song for Europe 1973                     |
| 1974   | Olivia Newton-John          | Long Live Love M/T: Valerie Avon, Harold Spiro                                                                     | Englisch                 | Es lebe die Liebe                       | 4 / 17                                           | 14                                               | Kein Halbfinale stattgefunden                    | Kein Halbfinale stattgefunden                    | A Song for Europe 1974                     |
| 1975   | The Shadows                 | Let Me Be the One M/T: Paul Curtis                                                                                 | Englisch                 | Lass mich derjenige sein                | 2 / 19                                           | 138                                              | Kein Halbfinale stattgefunden                    | Kein Halbfinale stattgefunden                    | A Song for Europe 1975                     |
| 1976   | Brotherhood of Man          | Save Your Kisses for Me M/T: Tony Hiller, Lee Sheriden, Martin Lee                                                 | Englisch                 | Heb deine Küsse für mich auf            | 1 / 18                                           | 164                                              | Kein Halbfinale stattgefunden                    | Kein Halbfinale stattgefunden                    | A Song for Europe 1976                     |
| 1977   | Lynsey de Paul & Mike Moran | Rock Bottom M/T: Lynsey de Paul, Mike Moran                                                                        | Englisch                 | Ganz unten                              | 2 / 18                                           | 121                                              | Kein Halbfinale stattgefunden                    | Kein Halbfinale stattgefunden                    | A Song for Europe 1977                     |
| 1978   | CoCo                        | The Bad Old Days M/T: Stephanie de Sykes, Stuart Slater                                                            | Englisch                 | Die schlechte alte Zeit                 | 11 / 20                                          | 61                                               | Kein Halbfinale stattgefunden                    | Kein Halbfinale stattgefunden                    | A Song for Europe 1978                     |
| 1979   | Black Lace                  | Mary Ann M/T: Peter Morris                                                                                         | Englisch                 | –                                       | 7 / 19                                           | 73                                               | Kein Halbfinale stattgefunden                    | Kein Halbfinale stattgefunden                    | A Song for Europe 1979                     |
| 1980   | Prima Donna                 | Love Enough for Two M/T: Stephanie de Sykes, Stuart Slater                                                         | Englisch                 | Genug Liebe für zwei                    | 3 / 19                                           | 106                                              | Kein Halbfinale stattgefunden                    | Kein Halbfinale stattgefunden                    | A Song for Europe 1980                     |
| 1981   | Bucks Fizz                  | Making Your Mind Up M: John Danter; T: Andy Hill                                                                   | Englisch                 | Um dich zu entscheiden                  | 1 / 20                                           | 136                                              | Kein Halbfinale stattgefunden                    | Kein Halbfinale stattgefunden                    | A Song for Europe 1981                     |
| 1982   | Bardo                       | One Step Further M/T: Simon Jefferies                                                                              | Englisch                 | Einen Schritt weiter                    | 7 / 18                                           | 76                                               | Kein Halbfinale stattgefunden                    | Kein Halbfinale stattgefunden                    | A Song for Europe 1982                     |
| 1983   | Sweet Dreams                | I’m Never Giving Up M/T: Ron Roker, Jan Pulsford, Phil Wigger                                                      | Englisch                 | Ich gebe niemals auf                    | 6 / 20                                           | 79                                               | Kein Halbfinale stattgefunden                    | Kein Halbfinale stattgefunden                    | A Song for Europe 1983                     |
| 1984   | Belle and the Devotions     | Love Games M/T: Paul Curtis, Graham Sacher                                                                         | Englisch                 | Spiele der Liebe                        | 7 / 19                                           | 63                                               | Kein Halbfinale stattgefunden                    | Kein Halbfinale stattgefunden                    | A Song for Europe 1984                     |
| 1985   | Vikki                       | Love Is M/T: James Kaleth, Vikki Watson                                                                            | Englisch                 | Liebe ist                               | 4 / 19                                           | 100                                              | Kein Halbfinale stattgefunden                    | Kein Halbfinale stattgefunden                    | A Song for Europe 1985                     |
| 1986   | Ryder                       | Runner in the Night M: Brian Wade; T: Maureen Darbyshire                                                           | Englisch                 | Läufer in der Nacht                     | 7 / 20                                           | 72                                               | Kein Halbfinale stattgefunden                    | Kein Halbfinale stattgefunden                    | A Song for Europe 1986                     |
| 1987   | Rikki                       | Only the Light M/T: Richard Peebles                                                                                | Englisch                 | Nur das Licht                           | 13 / 22                                          | 47                                               | Kein Halbfinale stattgefunden                    | Kein Halbfinale stattgefunden                    | A Song for Europe 1987                     |
| 1988   | Scott Fitzgerald            | Go M/T: Julie Forsyth                                                                                              | Englisch                 | Geh                                     | 2 / 21                                           | 136                                              | Kein Halbfinale stattgefunden                    | Kein Halbfinale stattgefunden                    | A Song for Europe 1988                     |
| 1989   | Live Report                 | Why Do I Always Get It Wrong? M: John Beeby; T: Brian Hodgson                                                      | Englisch                 | Warum verstehe ich es immer falsch?     | 2 / 22                                           | 130                                              | Kein Halbfinale stattgefunden                    | Kein Halbfinale stattgefunden                    | A Song for Europe 1989                     |
| 1990   | Emma                        | Give a Little Love Back to the World M/T: Paul Curtis                                                              | Englisch                 | Gib der Welt ein wenig Liebe zurück     | 6 / 22                                           | 87                                               | Kein Halbfinale stattgefunden                    | Kein Halbfinale stattgefunden                    | A Song for Europe 1990                     |
| 1991   | Samantha Janus              | A Message to Your Heart M/T: Paul Curtis                                                                           | Englisch                 | Eine Botschaft an dein Herz             | 10 / 22                                          | 47                                               | Kein Halbfinale stattgefunden                    | Kein Halbfinale stattgefunden                    | A Song for Europe 1991                     |
| 1992   | Michael Ball                | One Step Out of Time M/T: Paul Davies, Tony Ryan, Victor Stratton                                                  | Englisch                 | Ein Schritt zur Unzeit                  | 2 / 23                                           | 139                                              | Kein Halbfinale stattgefunden                    | Kein Halbfinale stattgefunden                    | A Song for Europe 1992                     |
| 1993   | Sonia                       | Better the Devil You Know M/T: Dean Collinson, Red                                                                 | Englisch                 | Lieber das kleinere Übel                | 2 / 25                                           | 164                                              | Kein Halbfinale stattgefunden                    | Kein Halbfinale stattgefunden                    | A Song for Europe 1993                     |
| 1994   | Frances Ruffelle            | We Will Be Free (Lonely Symphony) M/T: George De Angelis, Mark Dean                                                | Englisch                 | Wir werden frei sein (Einsame Sinfonie) | 10 / 25                                          | 63                                               | Direkt für das Finale qualifiziert               | Direkt für das Finale qualifiziert               | A Song for Europe 1994                     |
| 1995   | Love City Groove            | Love City Groove M/T: Paul Hardy, Jay Williams, Tatsiana Mais, Stephen Rudden                                      | Englisch                 | Der Rhythmus der Stadt der Liebe        | 10 / 23                                          | 76                                               | Direkt für das Finale qualifiziert               | Direkt für das Finale qualifiziert               | A Song for Europe 1995                     |
| 1996   | Gina G                      | Ooh Aah … Just a Little Bit M: Steve Rodway; T: Simon Tauber                                                       | Englisch                 | Ooh, aah … nur ein kleines bisschen     | 8 / 23                                           | 77                                               | 3 / 29                                           | 153                                              | The Great British Song Contest 1996        |
| 1997   | Katrina and the Waves       | Love Shine a Light M/T: Kimberley Rew                                                                              | Englisch                 | Liebe, wirf ein Licht                   | 1 / 25                                           | 227                                              | Direkt für das Finale qualifiziert               | Direkt für das Finale qualifiziert               | The Great British Song Contest 1997        |
| 1998   | Imaani                      | Where Are You? M/T: Scott English, Phil Manikiza, Simon Stirling                                                   | Englisch                 | Wo bist du?                             | 2 / 25                                           | 166                                              | Direkt für das Finale qualifiziert               | Direkt für das Finale qualifiziert               | The Great British Song Contest 1998        |
| 1999   | Precious                    | Say It Again M/T: Paul Varney                                                                                      | Englisch                 | Sag es noch mal                         | 12 / 23                                          | 38                                               | Direkt für das Finale qualifiziert               | Direkt für das Finale qualifiziert               | The Great British Song Contest 1999        |
| 2000   | Nicki French                | Don’t Play That Song Again M/T: John Springate, Gerry Shephard                                                     | Englisch                 | Spiel dieses Lied nicht noch mal        | 16 / 24                                          | 28                                               | Direkt für das Finale qualifiziert               | Direkt für das Finale qualifiziert               | A Song for Europe 2000                     |
| 2001   | Lindsay Dracass             | No Dream Impossible M/T: Russ Ballard, Chris Winter                                                                | Englisch                 | Kein Traum ist unmöglich                | 15 / 23                                          | 28                                               | Direkt für das Finale qualifiziert               | Direkt für das Finale qualifiziert               | A Song for Europe 2001                     |
| 2002   | Jessica Garlick             | Come Back M/T: Martyn Baylay                                                                                       | Englisch                 | Komm zurück                             | 3 / 24                                           | 111                                              | Direkt für das Finale qualifiziert               | Direkt für das Finale qualifiziert               | A Song for Europe 2002                     |
| 2003   | Jemini                      | Cry Baby M/T: Martin Isherwood                                                                                     | Englisch                 | Weine, Liebling                         | 26 / 26                                          | 0                                                | Direkt für das Finale qualifiziert               | Direkt für das Finale qualifiziert               | A Song for Europe 2003                     |
| 2004   | James Fox                   | Hold On to Our Love M: Gary Miller; T: Tim Woodcock                                                                | Englisch                 | An unserer Liebe festhalten             | 16 / 24                                          | 29                                               | Direkt für das Finale qualifiziert               | Direkt für das Finale qualifiziert               | Eurovision: Making Your Mind Up 2004       |
| 2005   | Javine                      | Touch My Fire M: John Themis; T: Javine Hylton                                                                     | Englisch                 | Berühr mein Feuer                       | 22 / 24                                          | 18                                               | Direkt für das Finale qualifiziert               | Direkt für das Finale qualifiziert               | Eurovision: Making Your Mind Up 2005       |
| 2006   | Daz Sampson                 | Teenage Life M/T: John Matthews, Daz Sampson                                                                       | Englisch                 | Das Leben der Jugendlichen              | 19 / 24                                          | 22                                               | Direkt für das Finale qualifiziert               | Direkt für das Finale qualifiziert               | Eurovision: Making Your Mind Up 2006       |
| 2007   | Scooch                      | Flying the Flag (For You) M/T: Paul Tarry, Andrew Hill, Russ Spencer, Morten Schjolin                              | Englisch                 | Die Flagge (für euch) hissen            | 23 / 24                                          | 19                                               | Direkt für das Finale qualifiziert               | Direkt für das Finale qualifiziert               | Eurovision: Making Your Mind Up 2007       |
| 2008   | Andy Abraham                | Even If (M/T: Andy Abraham, Andy Watkins, Paul Wilson)                                                             | Englisch                 | Selbst wenn                             | 25 / 25                                          | 14                                               | Direkt für das Finale qualifiziert               | Direkt für das Finale qualifiziert               | Eurovision: Your Decision 2008             |
| 2009   | Jade Ewen                   | My Time M/T: Andrew Lloyd Webber, Diane Warren                                                                     | Englisch                 | Meine Zeit                              | 5 / 25                                           | 173                                              | Direkt für das Finale qualifiziert               | Direkt für das Finale qualifiziert               | Eurovision: Your Country Needs You 2009    |
| 2010   | Josh Dubovie                | That Sounds Good to Me M/T: Pete Waterman, Mike Stock, Steve Crosby                                                | Englisch                 | Das hört sich gut für mich an           | 25 / 25                                          | 10                                               | Direkt für das Finale qualifiziert               | Direkt für das Finale qualifiziert               | Eurovision: Your Country Needs You 2010    |
| 2011   | Blue                        | I Can M/T: Ciaron Bell, Ben Collier, Ian Hope, Duncan James, Liam Keenan, Lee Ryan, StarSign                       | Englisch                 | Ich kann                                | 11 / 25                                          | 100                                              | Direkt für das Finale qualifiziert               | Direkt für das Finale qualifiziert               | interne Auswahl                            |
| 2012   | Engelbert Humperdinck       | Love Will Set You Free M/T: Martin Terefe, Sacha Skarbek                                                           | Englisch                 | Liebe wird dich befreien                | 25 / 26                                          | 12                                               | Direkt für das Finale qualifiziert               | Direkt für das Finale qualifiziert               | interne Auswahl                            |
| 2013   | Bonnie Tyler                | Believe in Me M/T: Desmond Child, Lauren Christy, Chris Braide                                                     | Englisch                 | Glaub an mich                           | 19 / 26                                          | 23                                               | Direkt für das Finale qualifiziert               | Direkt für das Finale qualifiziert               | interne Auswahl                            |
| 2014   | Molly                       | Children of the Universe M/T: Molly Smitten-Downes                                                                 | Englisch                 | Kinder des Universums                   | 17 / 26                                          | 40                                               | Direkt für das Finale qualifiziert               | Direkt für das Finale qualifiziert               | interne Auswahl                            |
| 2015   | Electro Velvet              | Still in Love with You M/T: David Mindel, Adrian Bax White                                                         | Englisch                 | Ich liebe dich noch immer               | 24 / 27                                          | 5                                                | Direkt für das Finale qualifiziert               | Direkt für das Finale qualifiziert               | interne Auswahl                            |
| 2016   | Joe & Jake                  | You’re Not Alone M/T: Matt Schwartz, Justin J. Benson, S. Kanes                                                    | Englisch                 | Du bist nicht allein                    | 24 / 26                                          | 62                                               | Direkt für das Finale qualifiziert               | Direkt für das Finale qualifiziert               | Eurovision 2016: You Decide                |
| 2017   | Lucie Jones                 | Never Give Up on You M/T: Emmelie de Forest, Daniel Salcedo, Lawrie Martin                                         | Englisch                 | Gib dich niemals auf                    | 15 / 26                                          | 111                                              | Direkt für das Finale qualifiziert               | Direkt für das Finale qualifiziert               | Eurovision 2017: You Decide                |
| 2018   | SuRie                       | Storm M/T: Nicole Blair, Gil Lewis, Sean Hargreaves                                                                | Englisch                 | Sturm                                   | 24 / 26                                          | 48                                               | Direkt für das Finale qualifiziert               | Direkt für das Finale qualifiziert               | Eurovision 2018: You Decide                |
| 2019   | Michael Rice                | Bigger Than Us M/T: Laurell Barker, Anna-Klara Folin, John Lundvik, Jonas Thander                                  | Englisch                 | Größer als wir                          | 26 / 26                                          | 11                                               | Direkt für das Finale qualifiziert               | Direkt für das Finale qualifiziert               | Eurovision 2019: You Decide                |
| 2020   | James Newman                | My Last Breath M/T: James Newman, Adam Argyle, Ed Drewett, Iain James                                              | Englisch                 | Mein letzter Atemzug                    | Absage wegen der COVID-19-Pandemie durch die EBU | Absage wegen der COVID-19-Pandemie durch die EBU | Absage wegen der COVID-19-Pandemie durch die EBU | Absage wegen der COVID-19-Pandemie durch die EBU | interne Auswahl                            |
| 2021   | James Newman                | Embers M/T: James Newman, Conor Blake, Danny Shah, Tom Hollings, Samuel Brennan                                    | Englisch                 | Glut                                    | 26 / 26                                          | 0                                                | Direkt für das Finale qualifiziert               | Direkt für das Finale qualifiziert               | interne Auswahl                            |
| 2022   | Sam Ryder                   | Space Man M/T: Amy Wadge, Sam Ryder, Max Wolfgang                                                                  | Englisch                 | Astronaut                               | 2 / 25                                           | 466                                              | Direkt für das Finale qualifiziert               | Direkt für das Finale qualifiziert               | interne Auswahl                            |
| 2023   | Mae Muller                  | I Wrote a Song M/T: Karen Poole, Lewis Thompson, Mae Muller                                                        | Englisch                 | Ich habe ein Lied geschrieben           | 25 / 26                                          | 24                                               | Direkt für das Finale qualifiziert               | Direkt für das Finale qualifiziert               | interne Auswahl                            |
| 2024   | Olly Alexander              | Dizzy M/T: Olly Alexander, Danny L. Harle                                                                          | Englisch                 | Schwindelig                             | 18 / 25                                          | 46                                               | Direkt für das Finale qualifiziert               | Direkt für das Finale qualifiziert               | interne Auswahl                            |
| 2025   | Remember Monday             | What the Hell Just Happened? M/T: Lauren Byrne, Holly-Anne Hull, Charlotte Steele, Julie Aagaard, Thomas Stengaard | Englisch                 | Was zur Hölle ist gerade passiert?      | 19 / 26                                          | 88                                               | Direkt für das Finale qualifiziert               | Direkt für das Finale qualifiziert               | interne Auswahl                            |

## Nationale Vorentscheidungen
Die meisten britischen Beiträge zum Eurovision Song Contest wurden im Rahmen einer nationalen Vorentscheidung gewählt. Lediglich von 2011 bis 2015 und seit 2020 wählte die BBC die Beiträge intern aus. Dabei bediente sich die BBC verschiedener Auswahlverfahren.

### 1957 bis 1975
1957 fanden drei, 1959 und 1960 zwei Halbfinalrunden vor dem Finale statt. Jedes Mal schafften es die sechs besten in das Finale, in dem schließlich eine Jury den Sieger kürte. Von 1961 bis 1963 fanden „klassische“ Vorentscheidungen statt, an denen verschiedene Künstler mit in der Regel einem Titel teilnahmen. Der Sieger wurde wieder mittels Jury bestimmt. Ab 1964 waren die britischen Vertreter intern ausgewählt worden und stellten bei der Vorentscheidung jeweils sechs Lieder vor. 1964 wählte eine Jury den Sieger, aber 1965 durften die Zuschauer ihr „Lied für Europa“ selbst wählen, nämlich durch die Einsendung von Postkarten. Das Zuschauerinteresse schwankte dabei stark. So wurden unter anderem 1973, als Cliff Richard als Vertreter bestimmt worden war, 242.350 Postkarten eingesandt, 1975 für die Shadows nur 48.133. Auch erhielt 1975 der Siegertitel weniger Stimmen als 1973 der letztplatzierte Beitrag.

### 1976 bis 1994
1976 wurde wieder die klassische Vorentscheidung eingeführt: 1976 bis 1980 nahmen je zwölf Sänger teil, 1981 bis 1986 waren es acht, 1987 zehn und ab 1988 wieder acht Künstler. Gewählt wurde bis 1987 durch regionale Jurys, ab 1988 per Televoting. 1977 und 1979 wurden die Vorentscheidungen zwar ausgetragen, aber wegen Streiks nicht im Fernsehen übertragen. 1992 bis 1994 wurden die Künstler wie in den 1960er- und 1970er-Jahren wieder intern ausgewählt und stellten je acht Lieder vor, gewählt wurde weiterhin per Televoting. 1993 sang Sonia die Lieder nicht live, sie wurden stattdessen in Form vorher aufgezeichneter Videoclips eingespielt.

### 1995 bis 2007
1995 bis 2003 fanden wieder klassische Vorentscheidungen statt, oft mit wenigen Teilnehmern (zwischen vier und acht). Abgestimmt wurde per Televoting. 1996 bis 2001 fanden auch jeweils eine Halbfinalrunde statt, die aber nur 1996 im Fernsehen und in den anderen Jahren nur im Radio ausgestrahlt wurden. Von 2004 bis 2007 fand die Vorentscheidung mit leichten Veränderungen statt, die Teilnehmerzahl lag nun zwischen fünf und sechs. Gewählt wurde per Televoting, das regional gesplittet und in einigen Jahren auch durch eine Internet- und eine getrennte Handy-„Jury“ ergänzt wurde.

### 2008 bis 2010
Die Vorentscheidung 2008 umfasste drei Gruppen à zwei Beiträgen, geordnet nach verschiedenen Kategorien. In einem Halbfinale traten die Gewinner sowie eine Wildcard von Terry Wogan an, die besten zwei sangen danach im Finale. Abgestimmt wurde immer per Telefon. Unter dem Titel Your Country Needs You! nominierte die BBC jeweils einen bekannten britischen Komponisten (2009 Andrew Lloyd Webber, 2010 Pete Waterman), der ein Lied für die Vorentscheidung komponierte. Zuvor wurden aus sechs Kandidaten drei für das Lied ausgewählt. 2009 fand dies über mehrere Wochen hinweg statt, 2010 wurde das Format nur an einem Abend abgehalten.

### 2011 bis 2015
Von 2011 bis 2015 gab es keine öffentliche Vorentscheidung, die Interpreten und der Titel wurden intern ermittelt. 2014 wurde der Beitrag in Zusammenarbeit mit BBC Music Introducing ausgewählt, einer Plattform des BBC Radio, die junge und unbekannte Musiker unterstützt. Außerdem wurde der Beitrag 2014 erstmals im britischen Radio BBC Red Button vorgestellt und auf der offiziellen ESC-Website übertragen.

### 2016 bis 2019
2016 fand erstmals seit 2010 wieder eine öffentliche Vorauswahl statt. Im Rahmen des Formats Eurovision – You Decide traten jeweils sechs Kandidaten an. 2017 wurde das Televoting um eine Expertenjury ergänzt. Auch 2018 wurde dieses Format genutzt. 2019 hingegen gab es sechs Teilnehmer mit drei Duellen, so dass lediglich drei Lieder in verschiedenen Versionen in der Vorentscheidung gesungen wurden.

### Seit 2020
Im September 2019 bestätigte die BBC, dass der Beitrag für den Eurovision Song Contest 2020 wieder intern ausgewählt werden soll und die Vorentscheidung Eurovision – You Decide eingestellt wird. Die Auswahl von Interpret und Lied fand in Zusammenarbeit mit dem britischen Musikverlag BMG statt. Auch für 2021, 2022 und 2023 fand diese Kooperation statt, allerdings nur um den Beitrag zu bestimmen.

### Namen
Ab 1964 trug die Vorentscheidung viele Jahre den Titel A Song for Europe (selten war auf den offiziellen Logos auch nur Song for Europe zu lesen). 1996 bis 1999 wurde die Vorausscheidung als The Great British Song Contest veranstaltet, 2000 bis 2003 wieder als Song for Europe. 2004 wurde mit den anderen Veränderungen auch der neue Name Making Your Mind Up eingeführt, in Anlehnung an den britischen Siegertitel von 1981. Die Vorentscheidung 2008 hieß Eurovision: Your Decision. Die Vorentscheidungen von 2009 und 2010 wurden als Eurovision: Your Country Needs You betitelt. Die Vorentscheidung, die seit 2016 genutzt wird, heißt Eurovision – You Decide.

## Sprache
Das Vereinigte Königreich war bis 2023, zusammen mit Australien, eines der zwei Länder, das alle seine Beiträge ausschließlich in englischer Sprache vorstellte. Seit Australien 2024 einen Teil auch in der Sprache der Yankunytjatjara sang, ist das Vereinigte Königreich das einzige Land mit dieser Eigenschaft.

## Liste der Fernsehkommentatoren
Von 1980 bis 2008 kommentierte Terry Wogan für die BBC jede Ausgabe des Eurovision Song Contest. Zudem war er ab Ende der 1970er Jahre Moderator der britischen Vorentscheidung. Seit 2009 kommentiert Graham Norton das Finale des Eurovision Song Contests.
| Jahr          | TV-Kommentator                                                               |
| ------------- | ---------------------------------------------------------------------------- |
| 1956          | Wilfrid Thomas                                                               |
| 1957          | Berkeley Smith                                                               |
| 1958          | Peter Haigh                                                                  |
| 1959          | Tom Sloan                                                                    |
| 1960          | David Jacobs                                                                 |
| 1961          | Tom Sloan                                                                    |
| 1962 bis 1966 | David Jacobs                                                                 |
| 1967          | Rolf Harris                                                                  |
| 1968          | Kein Kommentator                                                             |
| 1969–1970     | David Gell                                                                   |
| 1971          | Dave Lee Travis                                                              |
| 1972          | Tom Fleming                                                                  |
| 1973          | Terry Wogan                                                                  |
| 1974          | David Vine                                                                   |
| 1975          | Pete Murray                                                                  |
| 1976          | Michael Aspel                                                                |
| 1977          | Pete Murray                                                                  |
| 1978          | Terry Wogan                                                                  |
| 1979          | John Dunn                                                                    |
| 1980 bis 2003 | Terry Wogan                                                                  |
| 2004 bis 2006 | Paddy O'Connell (Halbfinals) Terry Wogan (Finale)                            |
| 2007          | Paddy O'Connell & Sarah Cawood (Halbfinals) Terry Wogan (Finale)             |
| 2008          | Paddy O'Connell & Caroline Flack (Halbfinals) Terry Wogan (Finale)           |
| 2009–2010     | Paddy O'Connell & Sarah Cawood (Halbfinals) Graham Norton (Finale)           |
| 2011–2012     | Scott Mills & Sara Cox (Halbfinals) Graham Norton (Finale)                   |
| 2013          | Scott Mills & Ana Matronic (Halbfinals) Graham Norton (Finale)               |
| 2014          | Scott Mills & Laura Whitmore (Halbfinals) Graham Norton (Finale)             |
| 2015 bis 2017 | Scott Mills & Mel Giedroyc (Halbfinals) Graham Norton (Finale)               |
| 2018–2019     | Scott Mills & Rylan Clark (Halbfinals) Graham Norton (Finale)                |
| 2021          | Scott Mills, Sara Cox & Chelcee Grimes (Halbfinals) Graham Norton (Finale)   |
| 2022          | Scott Mills & Rylan Clark (Halbfinals) Graham Norton (Finale)                |
| 2023          | Scott Mills & Rylan Clark (Halbfinals) Graham Norton & Mel Giedroyc (Finale) |
| seit 2024     | Scott Mills & Rylan Clark (Halbfinals) Graham Norton (Finale)                |

## Liste der Radiokommentatoren
| Jahr                | Radiokommentator                                                           |
| ------------------- | -------------------------------------------------------------------------- |
| 1968–1969           | Pete Murray                                                                |
| 1970                | Tony Brandon                                                               |
| 1971                | Terry Wogan                                                                |
| 1972–1973           | Pete Murray                                                                |
| 1974 bis 1977       | Terry Wogan                                                                |
| 1978–1979           | Ray Moore                                                                  |
| 1980                | Steve Jones                                                                |
| 1981–1982 1986–1987 | Ray Moore                                                                  |
| 1988 bis 2013       | Ken Bruce                                                                  |
| 2014–2015           | Ana Matronic (Halbfinals) Ken Bruce (Finale)                               |
| 2016 bis 2022       | Ken Bruce                                                                  |
| 2023                | Paddy O'Connell (Halbfinals) Scott Mills & Rylan Clark (Finale)            |
| 2024                | Richie Anderson (Halbfinals) Scott Mills & Rylan Clark (Finale)            |
| 2025                | Richie Anderson & Sara Cox (Halbfinals) Scott Mills & Rylan Clark (Finale) |

## Liste der Punktesprecher
| Jahr          | Punktesprecher      |
| ------------- | ------------------- |
| 1956 bis 1959 | Kein Punktesprecher |
| 1960          | Nick Burrell-Davis  |
| 1961          | Michael Aspel       |
| 1962          | Alex Macintosh      |
| 1963 bis 1965 | Kein Punktesprecher |
| 1966 bis 1968 | Michael Aspel       |
| 1969–1970     | Colin Ward-Lewis    |
| 1971 bis 1973 | Kein Punktesprecher |
| 1974          | Colin Ward-Lewis    |
| 1975–1976     | Ray Moore           |
| 1977 bis 1979 | Colin Berry         |
| 1980          | Ray Moore           |
| 1981 bis 1997 | Colin Berry         |
| 1998          | Ken Bruce           |
| 1999 bis 2002 | Colin Berry         |
| 2003–2004     | Lorraine Kelly      |
| 2005          | Cheryl Baker        |
| 2006–2007     | Fearne Cotton       |
| 2008          | Carrie Grant        |
| 2009          | Duncan James        |
| 2010          | Scott Mills         |
| 2011          | Alex Jones          |
| 2012 bis 2014 | Scott Mills         |
| 2015          | Nigella Lawson      |
| 2016          | Richard Osman       |
| 2017          | Katrina Leskanich   |
| 2018          | Mel Giedroyc        |
| 2019          | Rylan Clark         |
| 2021          | Amanda Holden       |
| 2022          | AJ Odudu            |
| 2023          | Catherine Tate      |
| 2024          | Joanna Lumley       |
| 2025          | Sophie Ellis-Bextor |

## Kommerzielle Erfolge

### National
Einige britische Beiträge wurden große Hits in Großbritannien, fünf erreichten Platz eins in den Singlecharts. Nach 1982 gab es lange Zeit nur noch wenige kommerzielle Erfolge, erst Love City Groove 1995 sowie Gina G. 1996 hatten wieder großen Erfolg in den Hitparaden, gefolgt von den fünften britischen Siegern im Wettbewerb Katrina and the Waves 1997. Nach mäßigeren Chartplatzierungen wurden 2006 und 2007 die Beiträge wieder Charterfolge. Die Beiträge ab 2008 waren dagegen kaum noch Charterfolge. Lediglich Blue erreichte 2011 die Top 20 der Charts. Der Beitrag von 2019 war der erste Beitrag seit 1957, der nicht die britischen Charts erreichte.

### International
Alle fünf Siegertitel waren international sehr erfolgreich, allen voran Save Your Kisses for Me 1976: Das Lied war weltweit in den Charts vertreten und wurde die meistverkaufte Single des Jahres 1976 sowie der kommerziell erfolgreichste Contest-Sieger aller Zeiten. Puppet on a String war 1967 europaweit auf Platz eins in den Charts und gilt als eine der erfolgreichsten Singles in Europa der 1960er Jahre. Neben den anderen Siegern waren internationale Hits: Are You Sure 1961 (europaweit), Congratulations 1968 (weltweit), Knock, Knock, Who’s There? (europaweit), Beg, Steal or Borrow 1972 (europaweit), Power to All Our Friends 1973 (weltweit), Long Live Love 1974 (in Irland und Australien), Rock Bottom 1977 (in Deutschland), Better the Devil You Know (verschiedene Länder), Ooh Aah Just a Little Bit 1996 (in den USA, Australien und europaweit) und Teenage Life (in den Niederlanden und Frankreich).

## Ausgerichtete Wettbewerbe
Großbritannien war bisher mit neun Austragungen am häufigsten der Austragungsort des Eurovision Song Contest, da die BBC oft für die Sendeanstalten anderer Länder eingesprungen ist, die aus verschiedenen Gründen den Wettbewerb nicht organisieren konnten oder wollten. Großbritannien richtete den Wettbewerb 1960 nur aus, da die Niederlande diesen nicht erneut ausrichten wollte. Auch 1963 verzichtete Frankreich auf die Austragung, so dass Großbritannien wieder als Gastgeber einsprang. 1971 gewann zwar Monaco den Wettbewerb, allerdings sah sich das Land nicht in der Lage diesen auszurichten, so dass Großbritannien die Austragung übernahm. Auch 1974 richtete Großbritannien den Wettbewerb nur aus, da Luxemburg nicht erneut als Gastgeber fungieren wollte. Auch 2023 übernahm die BBC die Ausrichtung des Wettbewerbs als Ersatz für die Ukraine, die als Vorjahressieger eigentlich das Vorrecht zur Austragung innehatte. Aufgrund des Russisch-Ukrainischen Kriegs war eine sichere Ausrichtung in der Ukraine nicht gegeben, sodass das zweitplatzierte Großbritannien einsprang. Eine weitere Besonderheit stellt die Moderatorin Katie Boyle dar. Sie moderierte die Wettbewerbe 1960, 1963, 1968 und 1974 und ist die damit einzige Person, die den Song Contest viermal moderiert hat.
| Jahr | Stadt      | Austragungsort                 | Moderation                                                     |
| ---- | ---------- | ------------------------------ | -------------------------------------------------------------- |
| 1960 | London     | Royal Festival Hall            | Katie Boyle                                                    |
| 1963 | London     | BBC Television Centre          | Katie Boyle                                                    |
| 1968 | London     | Royal Albert Hall              | Katie Boyle                                                    |
| 1972 | Edinburgh  | Usher Hall                     | Moira Shearer                                                  |
| 1974 | Brighton   | Brighton Dome                  | Katie Boyle                                                    |
| 1977 | London     | Wembley Conference Centre      | Angela Rippon                                                  |
| 1982 | Harrogate  | Harrogate International Centre | Jan Leeming                                                    |
| 1998 | Birmingham | National Indoor Arena          | Terry Wogan & Ulrika Jonsson                                   |
| 2023 | Liverpool  | Liverpool Arena                | Julija Sanina, Alesha Dixon, Hannah Waddingham & Graham Norton |

## Punktevergabe
Folgende Länder erhielten die meisten Punkte von oder vergaben die meisten Punkte an das Vereinigte Königreich (Stand: 2025):
| Die meisten im Finale vergebenen Punkte | Die meisten im Finale vergebenen Punkte | Die meisten im Finale vergebenen Punkte |
| Platz                                   | Land                                    | Punkte                                  |
| --------------------------------------- | --------------------------------------- | --------------------------------------- |
| 1                                       | Irland                                  | 270                                     |
| 1                                       | Schweden                                | 270                                     |
| 2                                       | Schweiz                                 | 194                                     |
| 3                                       | Deutschland                             | 173                                     |
| 4                                       | Israel                                  | 172                                     |
| 5                                       | Frankreich                              | 147                                     |

| Die meisten insgesamt vergebenen Punkte | Die meisten insgesamt vergebenen Punkte | Die meisten insgesamt vergebenen Punkte |
| Platz                                   | Land                                    | Punkte                                  |
| --------------------------------------- | --------------------------------------- | --------------------------------------- |
| 1                                       | Irland                                  | 371                                     |
| 2                                       | Schweden                                | 324                                     |
| 3                                       | Litauen                                 | 274                                     |
| 4                                       | Israel                                  | 230                                     |
| 5                                       | Schweiz                                 | 220                                     |

| Die meisten insgesamt erhaltenen Punkte | Die meisten insgesamt erhaltenen Punkte | Die meisten insgesamt erhaltenen Punkte |
| Platz                                   | Land                                    | Punkte                                  |
| --------------------------------------- | --------------------------------------- | --------------------------------------- |
| 1                                       | Irland                                  | 274                                     |
| 2                                       | Schweiz                                 | 225                                     |
| 3                                       | Österreich                              | 216                                     |
| 4                                       | Frankreich                              | 209                                     |
| 5                                       | Belgien                                 | 205                                     |
| 5                                       | Deutschland                             | 205                                     |

### Vergaben der Höchstwertung
Seit 1975 vergab das Vereinigte Königreich die Höchstpunktzahl im Finale an 28 verschiedene Länder, davon siebenmal an Irland. Im Halbfinale dagegen vergab Großbritannien die Höchstpunktzahl an 18 verschiedene Länder, davon sechsmal an Litauen.
| Höchstwertung (Finale) | Höchstwertung (Finale) | Höchstwertung (Finale) |
| Jahr                   | Land                   | Platz (Finale)         |
| ---------------------- | ---------------------- | ---------------------- |
| 1975                   | Niederlande            | 1                      |
| 1976                   | Schweiz                | 4                      |
| 1977                   | Irland                 | 3                      |
| 1978                   | Belgien                | 2                      |
| 1979                   | Israel                 | 1                      |
| 1980                   | Irland                 | 1                      |
| 1981                   | Schweiz                | 4                      |
| 1982                   | Schweiz                | 2                      |
| 1983                   | Jugoslawien            | 4                      |
| 1984                   | Dänemark               | 4                      |
| 1985                   | Norwegen               | 1                      |
| 1986                   | Deutschland            | 8                      |
| 1987                   | Irland                 | 1                      |
| 1988                   | Norwegen               | 5                      |
| 1989                   | Jugoslawien            | 1                      |
| 1990                   | Island                 | 4                      |
| 1991                   | Schweden               | 1                      |
| 1992                   | Island                 | 7                      |
| 1993                   | Irland                 | 1                      |
| 1994                   | Polen                  | 2                      |
| 1995                   | Israel                 | 8                      |
| 1996                   | Zypern                 | 9                      |
| 1997                   | Irland                 | 1                      |
| 1998                   | Malta                  | 3                      |
| 1999                   | Schweden               | 1                      |
| 2000                   | Dänemark               | 1                      |
| 2001                   | Estland                | 1                      |
| 2002                   | Malta                  | 2                      |
| 2003                   | Irland                 | 11                     |
| 2004                   | Griechenland           | 3                      |
| 2005                   | Griechenland           | 1                      |
| 2006                   | Finnland               | 1                      |
| 2007                   | Türkei                 | 4                      |
| 2008                   | Griechenland           | 3                      |
| 2009                   | Türkei                 | 4                      |
| 2010                   | Griechenland           | 8                      |
| 2011                   | Irland                 | 8                      |
| 2012                   | Schweden               | 1                      |
| 2013                   | Dänemark               | 1                      |
| 2014                   | Österreich             | 1                      |
| 2015                   | Schweden               | 1                      |
| 2016                   | Georgien (J)           | 20                     |
| 2016                   | Litauen (T)            | 7                      |
| 2017                   | Portugal (J)           | 1                      |
| 2017                   | Bulgarien (T)          | 2                      |
| 2018                   | Österreich (J)         | 3                      |
| 2018                   | Litauen (T)            | 12                     |
| 2019                   | Nordmazedonien (J)     | 7                      |
| 2019                   | Norwegen (T)           | 6                      |
| 2020                   | Wettbewerb abgesagt    | Wettbewerb abgesagt    |
| 2021                   | Frankreich (J)         | 2                      |
| 2021                   | Litauen (T)            | 8                      |
| 2022                   | Schweden (J)           | 4                      |
| 2022                   | Ukraine (T)            | 1                      |
| 2023                   | Schweden (J)           | 1                      |
| 2023                   | Finnland (T)           | 2                      |
| 2024                   | Portugal (J)           | 10                     |
| 2024                   | Israel (T)             | 5                      |
| 2025                   | Lettland (J)           | 13                     |
| 2025                   | Israel (T)             | 2                      |

| Höchstwertung (Halbfinale) | Höchstwertung (Halbfinale) | Höchstwertung (Halbfinale) |
| Jahr                       | Land                       | Platz (Halbfinale)         |
| -------------------------- | -------------------------- | -------------------------- |
| 2004                       | Griechenland               | 3                          |
| 2005                       | Irland                     | 14                         |
| 2006                       | Finnland                   | 1                          |
| 2007                       | Türkei                     | 3                          |
| 2008                       | Zypern                     | 15                         |
| 2009                       | Türkei                     | 2                          |
| 2010                       | Rumänien                   | 4                          |
| 2011                       | Litauen                    | 5                          |
| 2012                       | Malta                      | 7                          |
| 2013                       | Dänemark                   | 1                          |
| 2014                       | Österreich                 | 1                          |
| 2015                       | Israel                     | 3                          |
| 2016                       | Georgien (J)               | 9                          |
| 2016                       | Litauen (T)                | 4                          |
| 2017                       | Moldau (J)                 | 2                          |
| 2017                       | Polen (T)                  | 9                          |
| 2018                       | Bulgarien (J)              | 7                          |
| 2018                       | Litauen (T)                | 9                          |
| 2019                       | Nordmazedonien (J)         | 2                          |
| 2019                       | Litauen (T)                | 11                         |
| 2020                       | Wettbewerb abgesagt        | Wettbewerb abgesagt        |
| 2021                       | Island (J & T)             | 2                          |
| 2022                       | Schweden (J)               | 1                          |
| 2022                       | Irland (T)                 | 15                         |
| 2023                       | Litauen                    | 4                          |
| 2024                       | Litauen                    | 4                          |
| 2025                       | Israel                     | 1                          |

## Impressionen

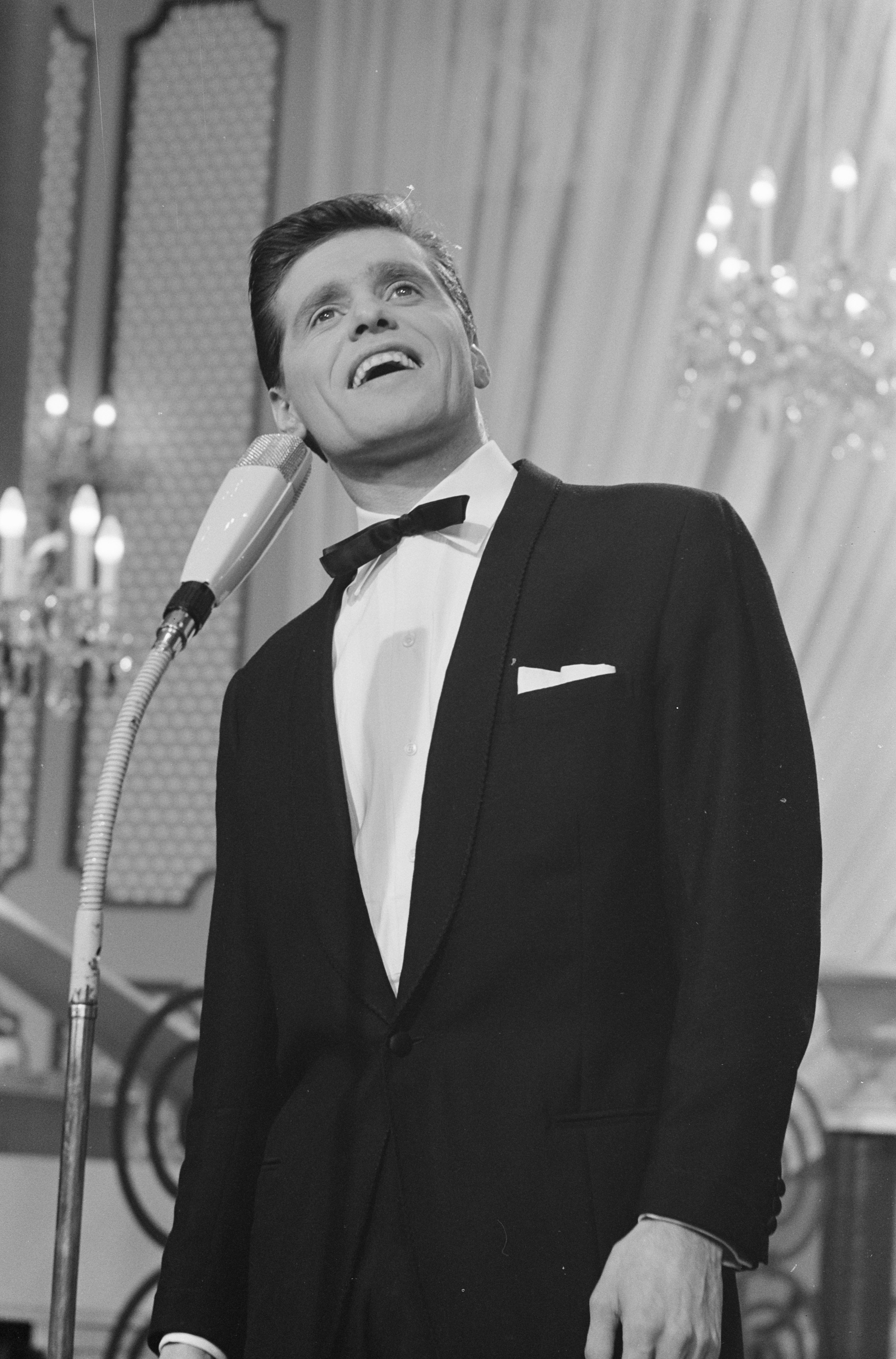
Ronnie Carroll 1962
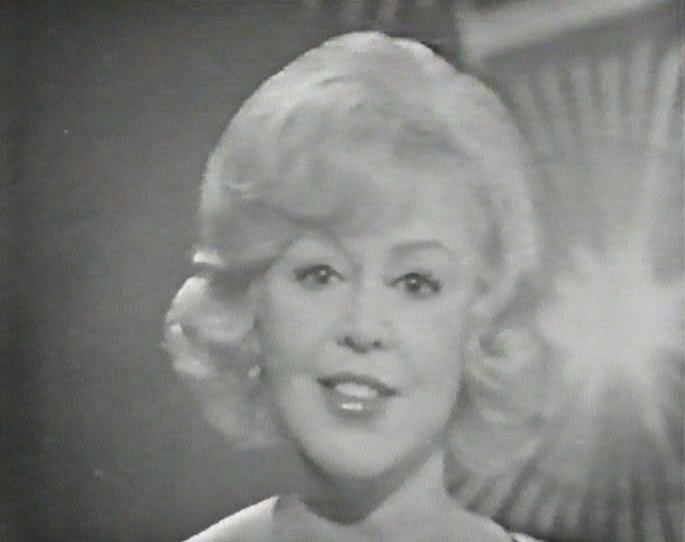
Kathy Kirby 1965
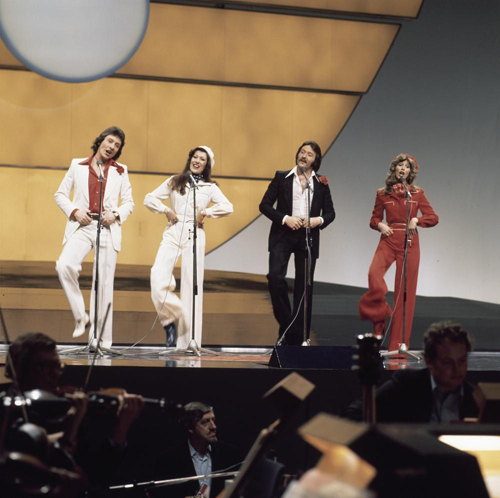
Brotherhood of Man 1976
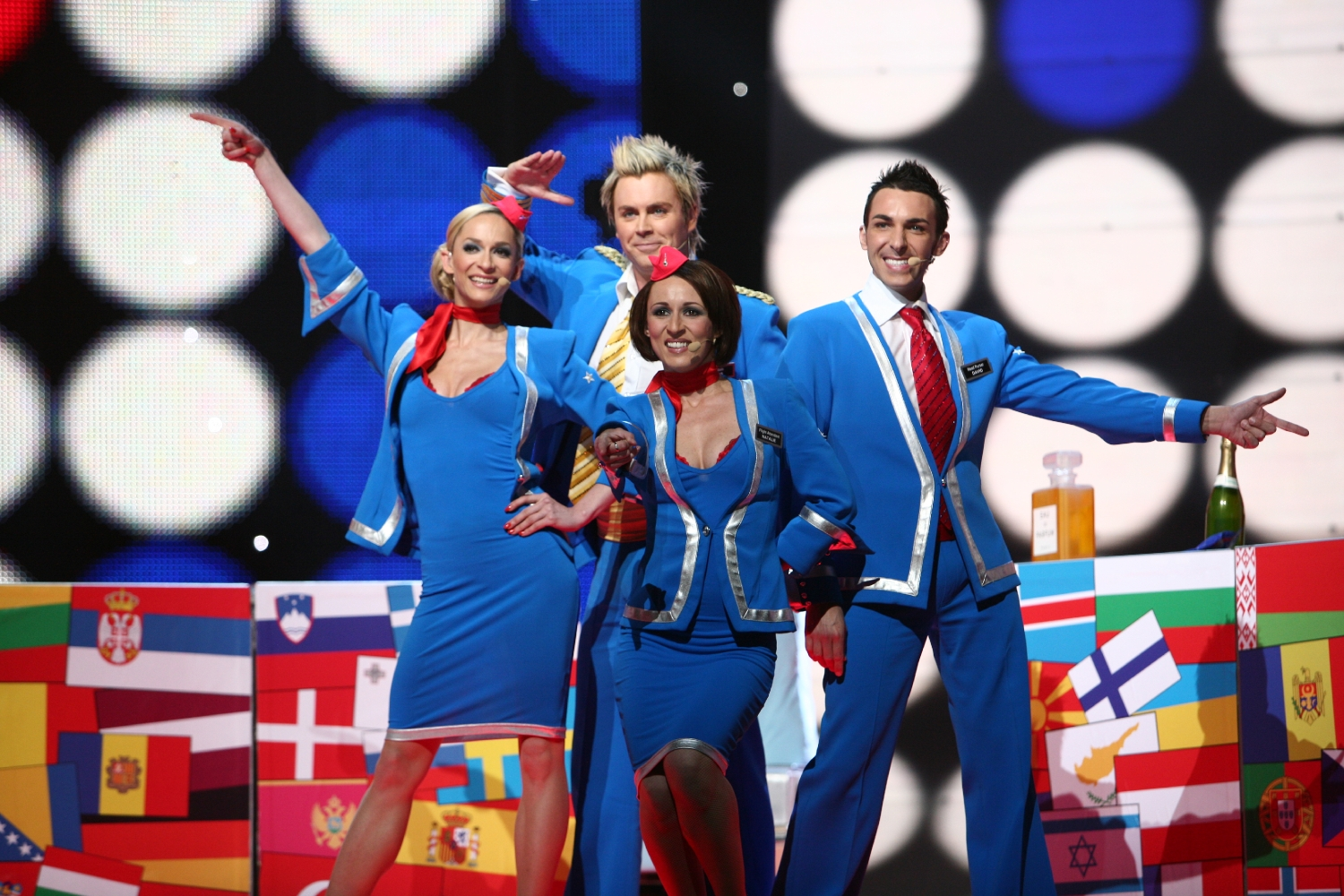
Scooch 2007
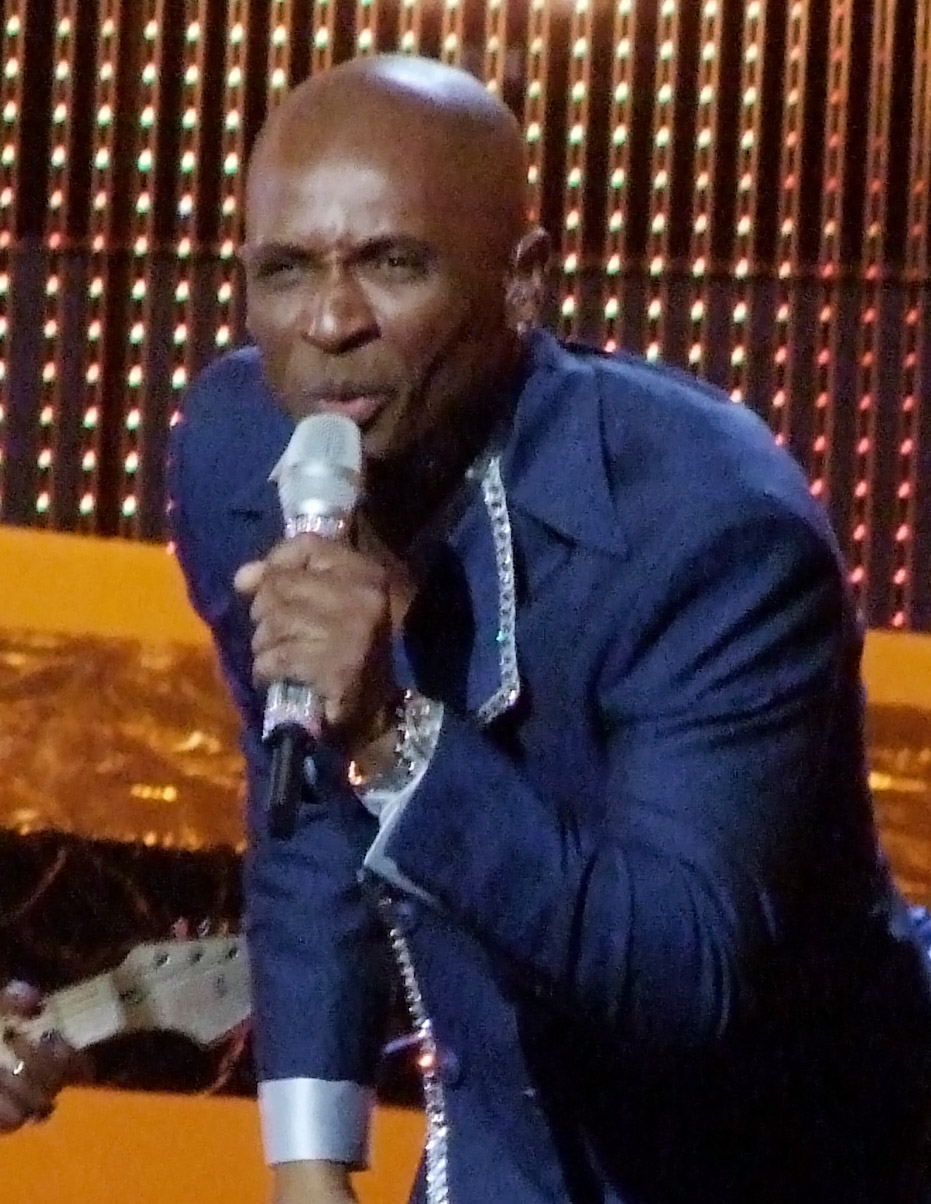
Andy Abraham 2008
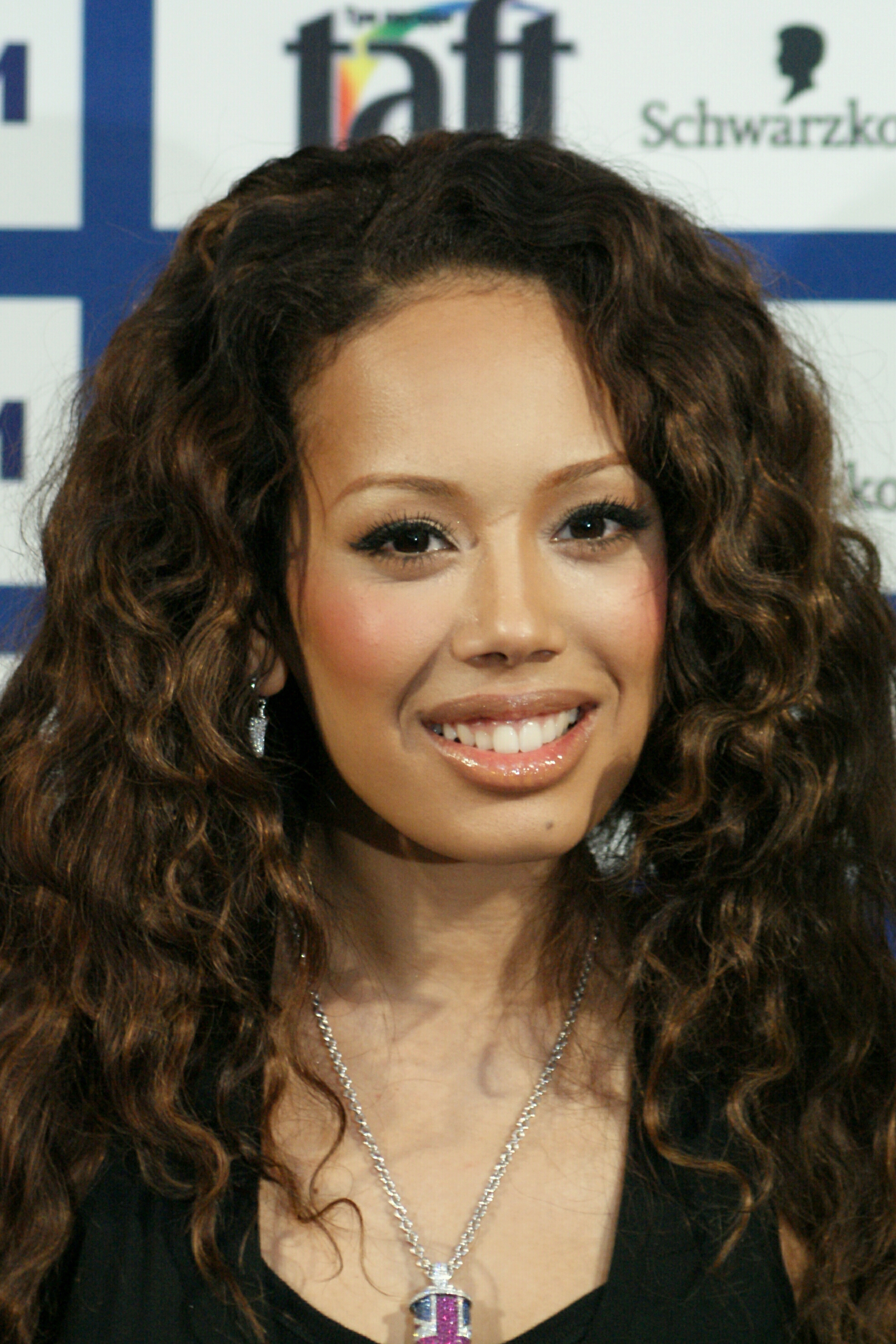
Jade Ewen 2009
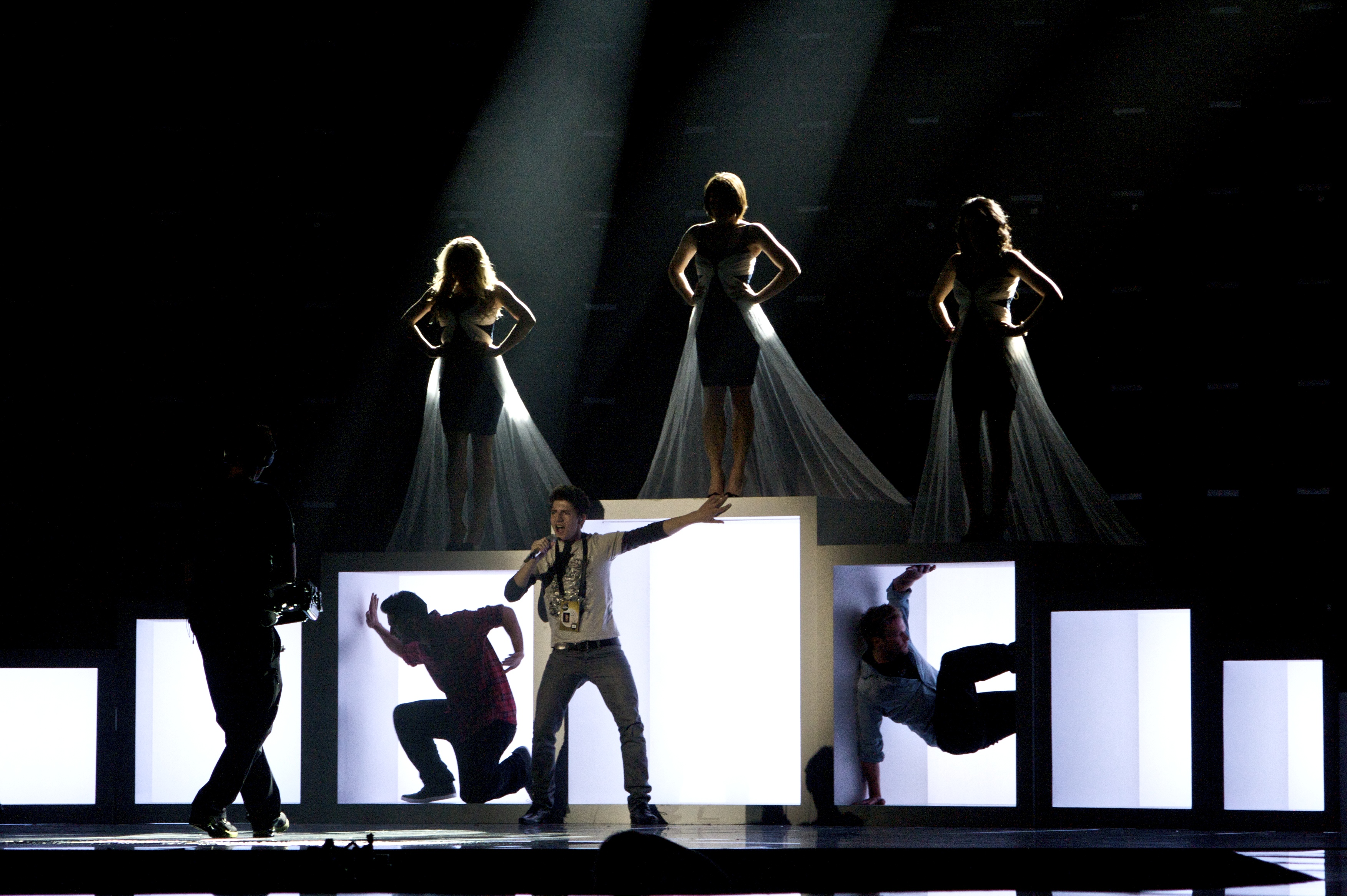
Josh Dubovie 2010
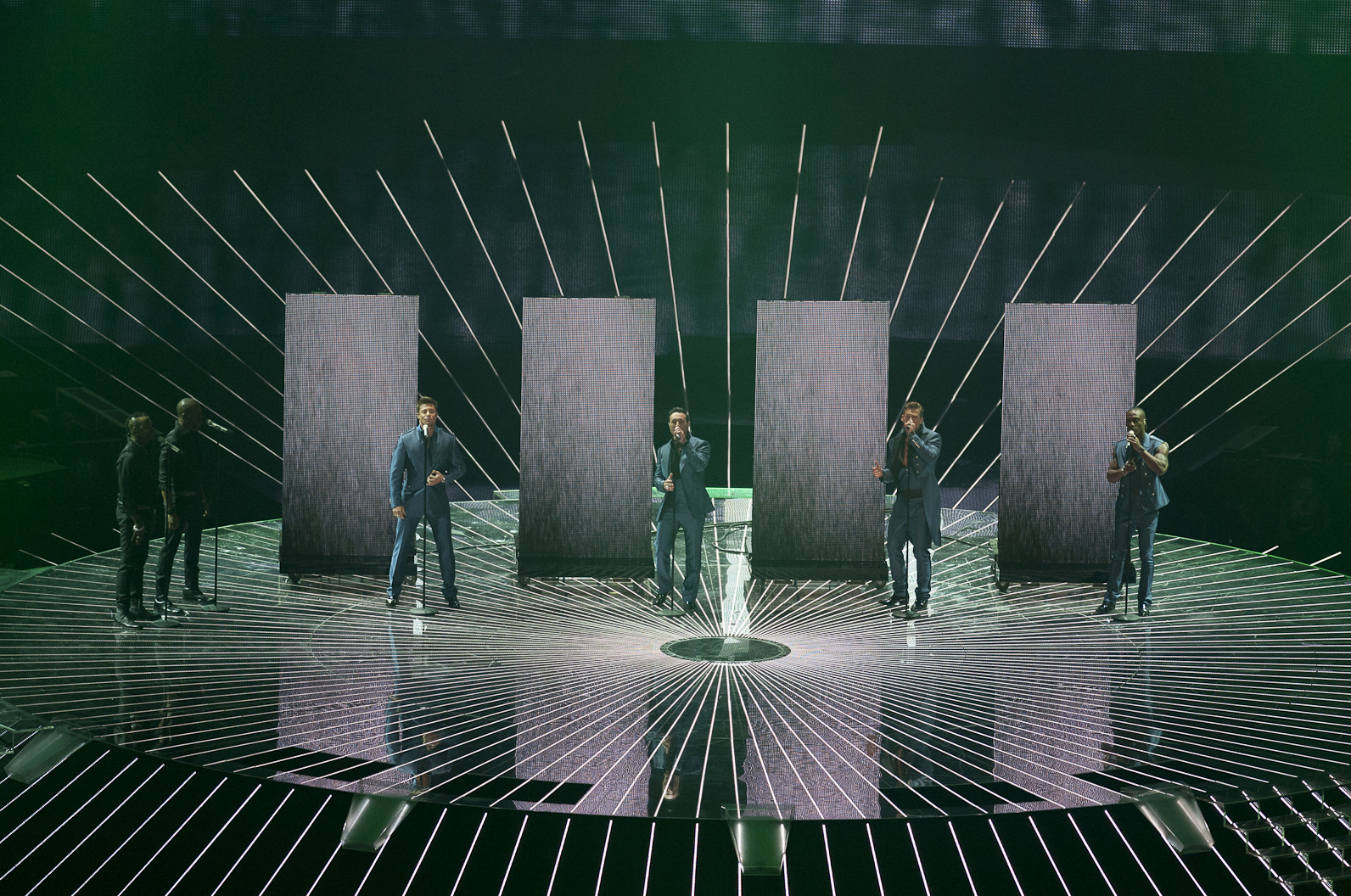
Blue 2011
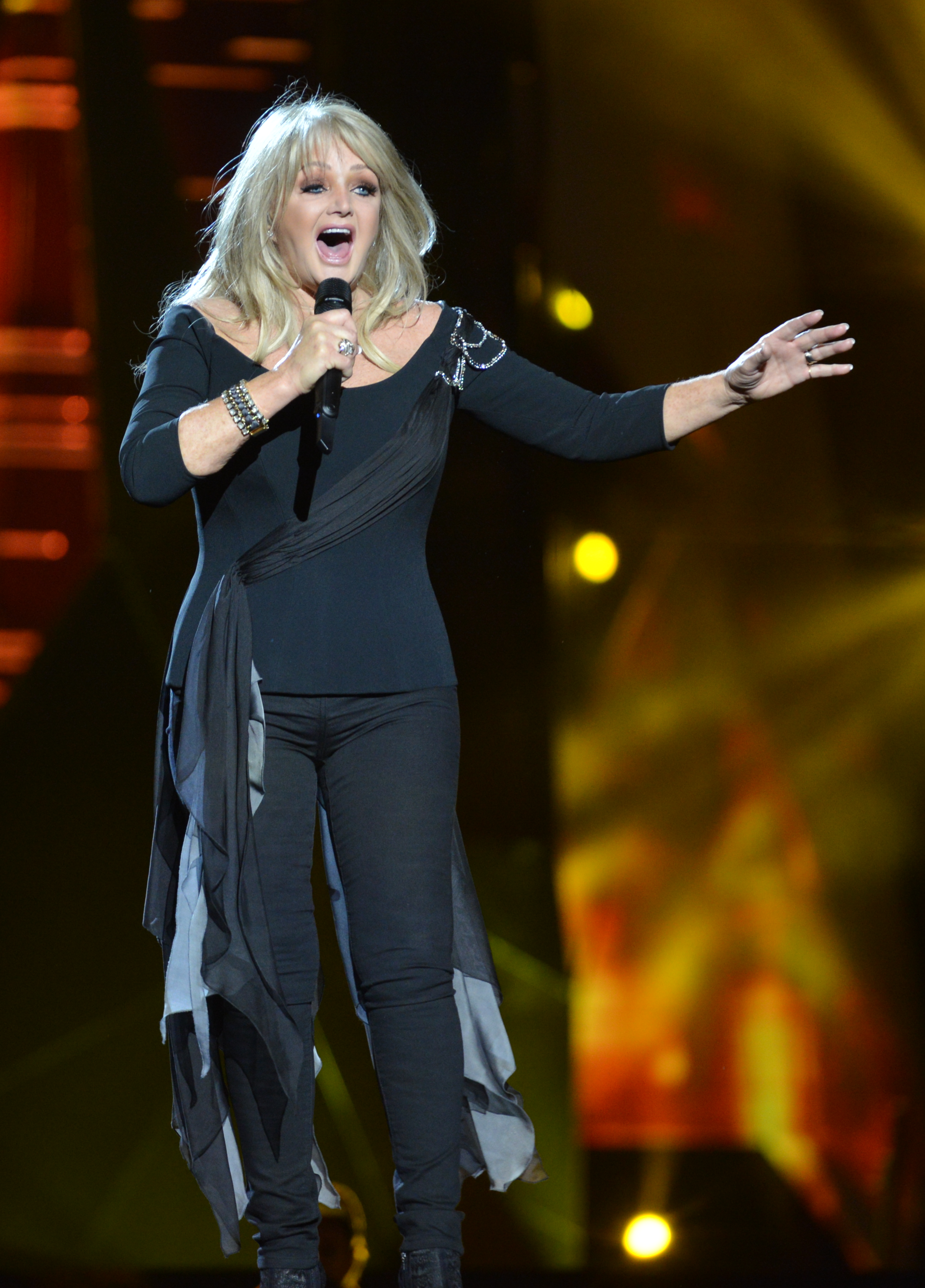
Bonnie Tyler 2013
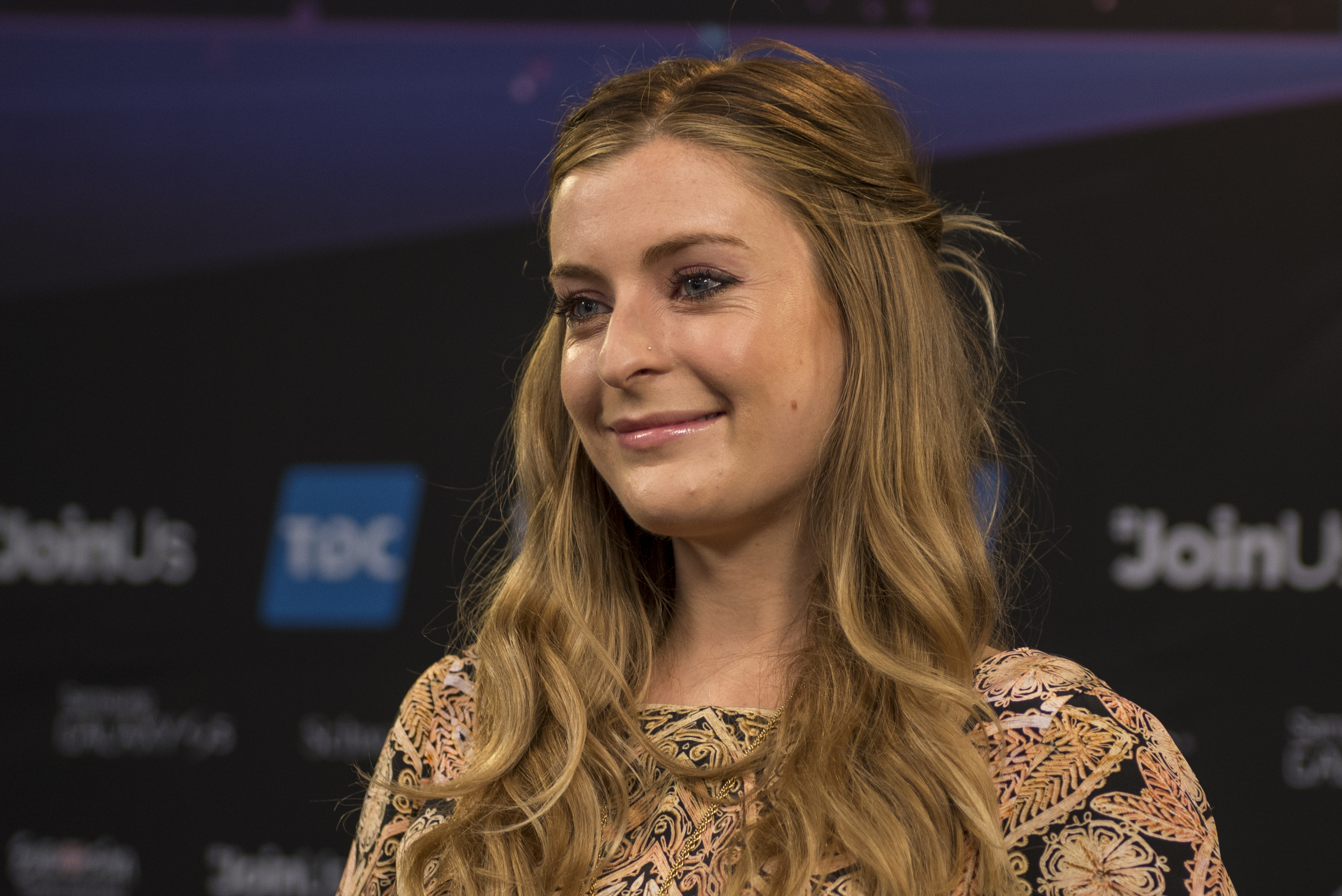
Molly 2014
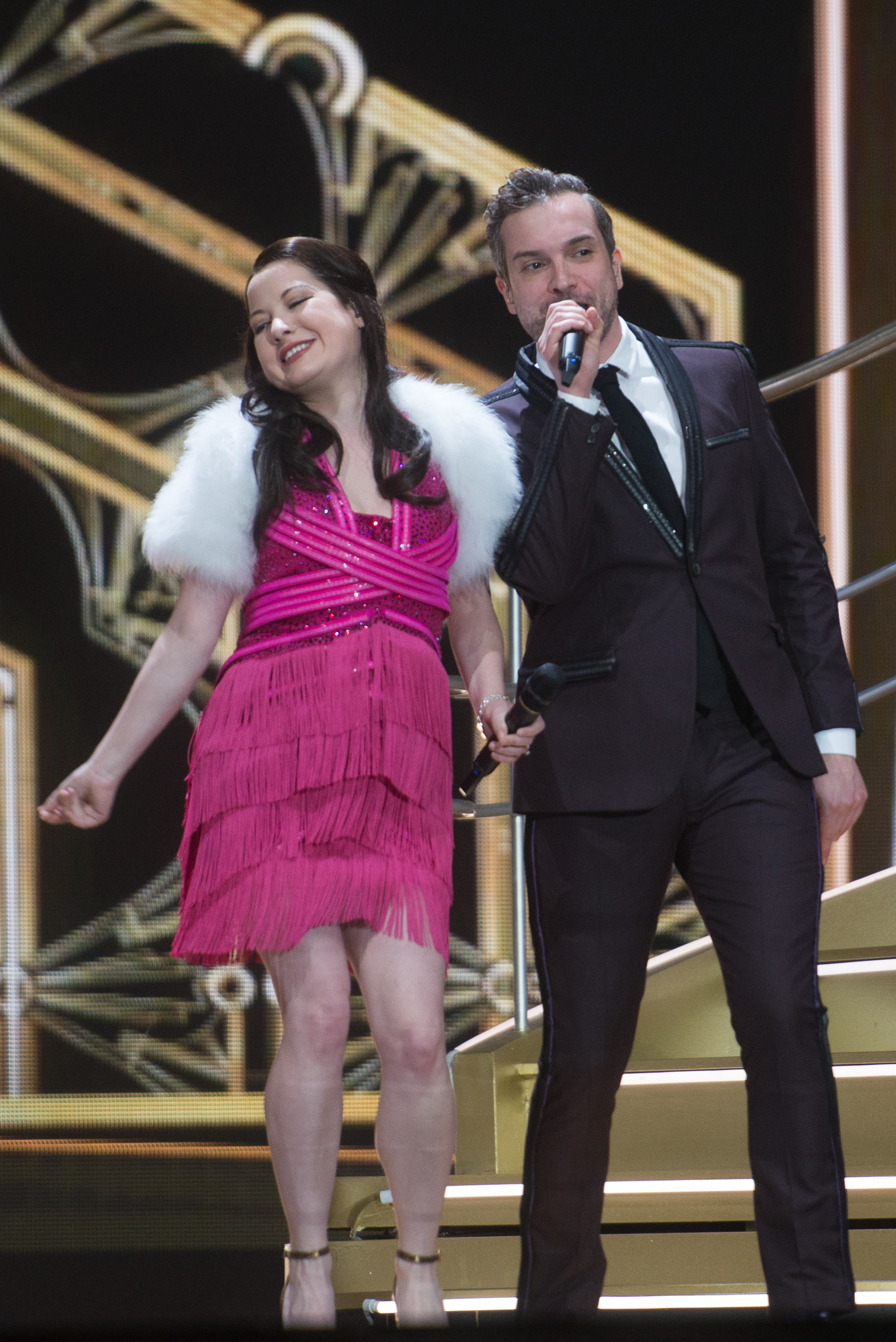
Electro Velvet 2015
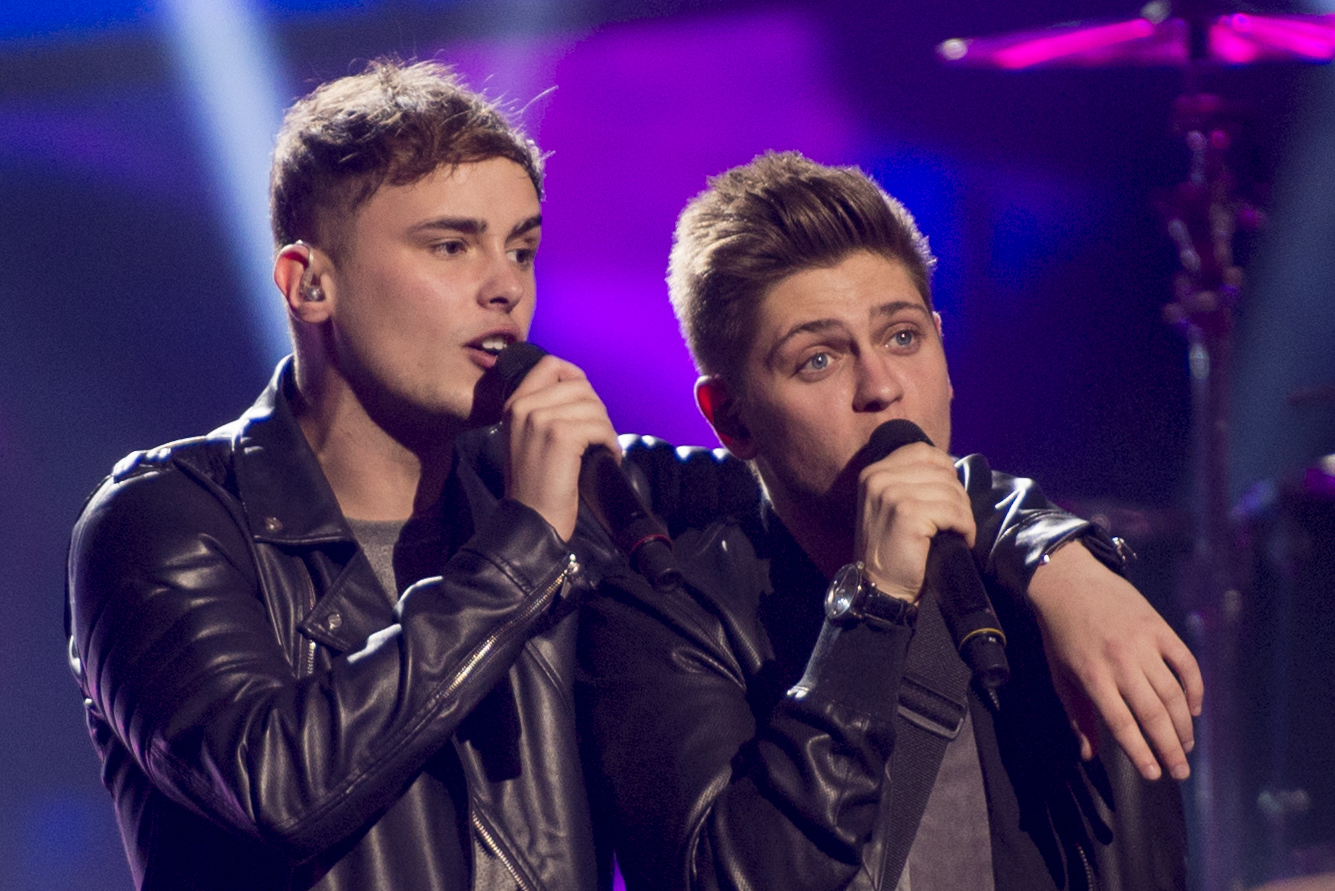
Joe & Jake 2016
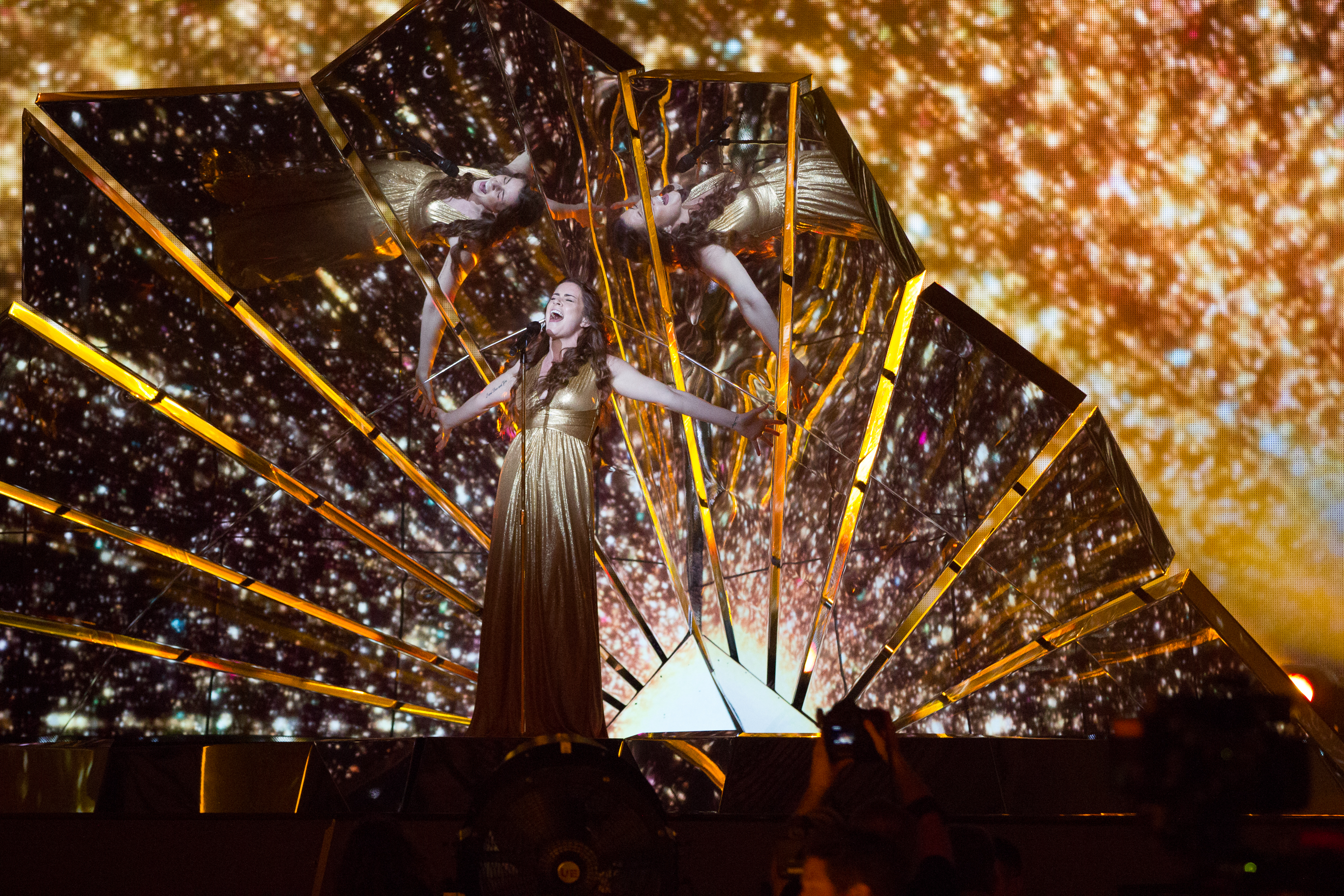
Lucie Jones 2017
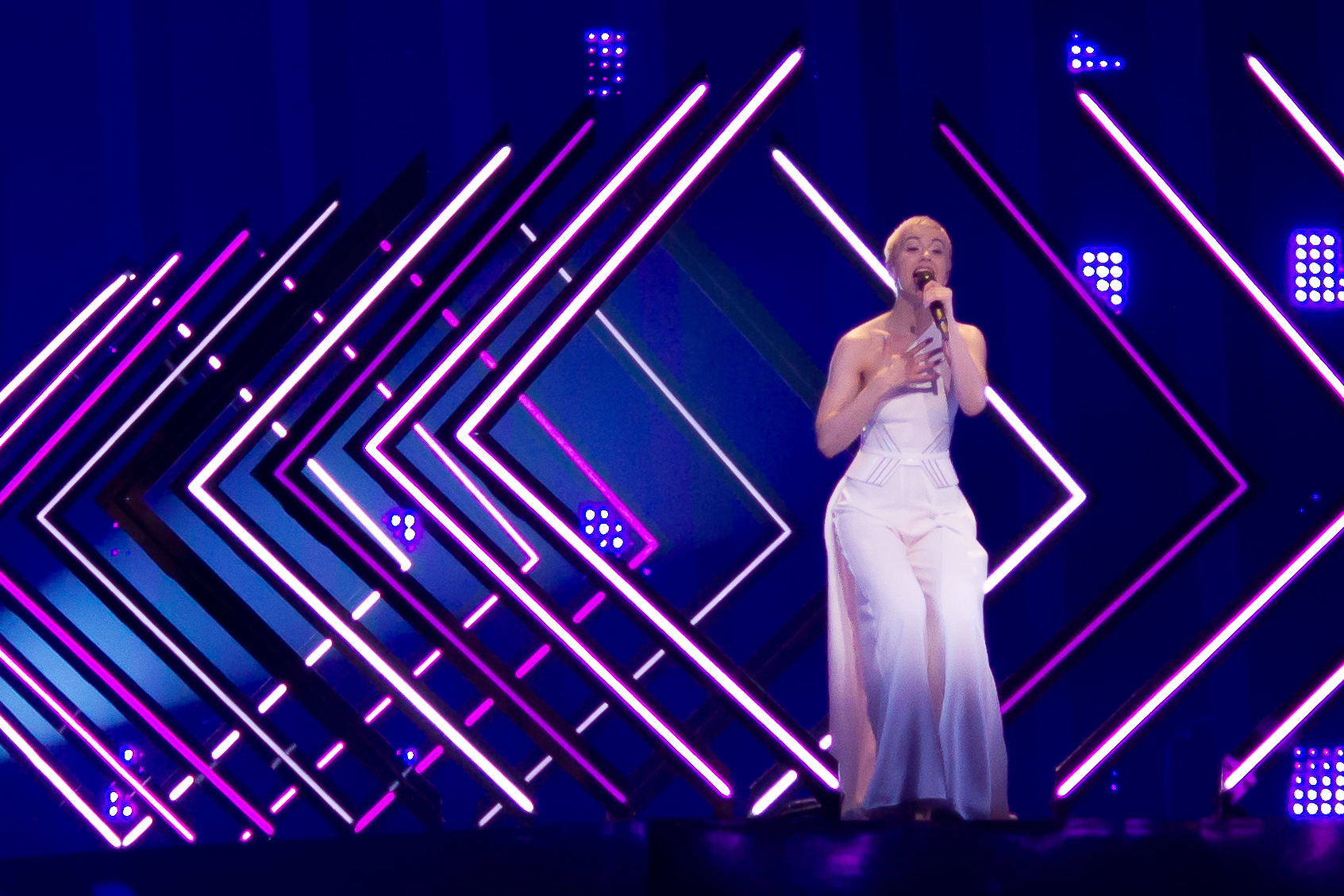
SuRie 2018
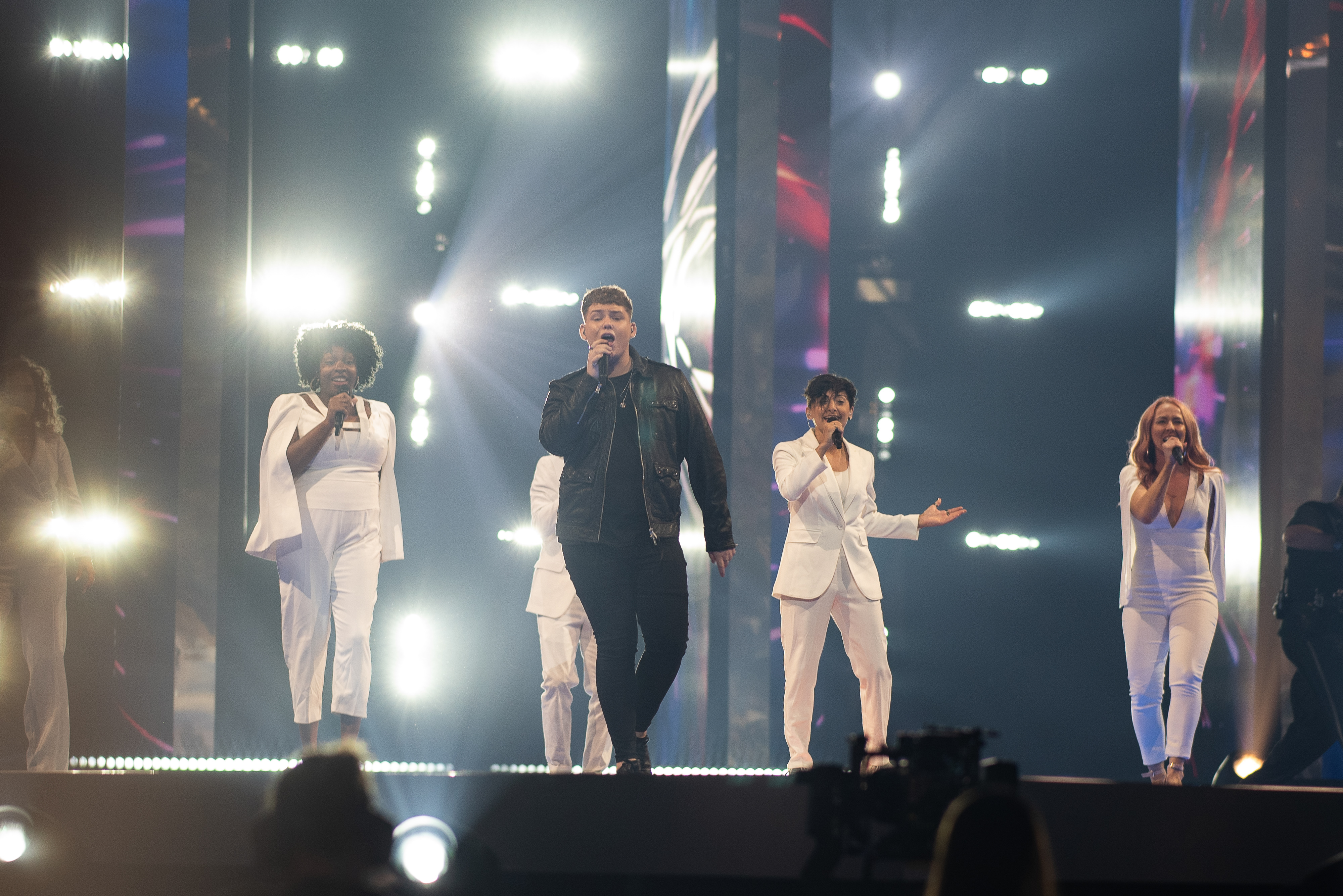
Michael Rice 2019
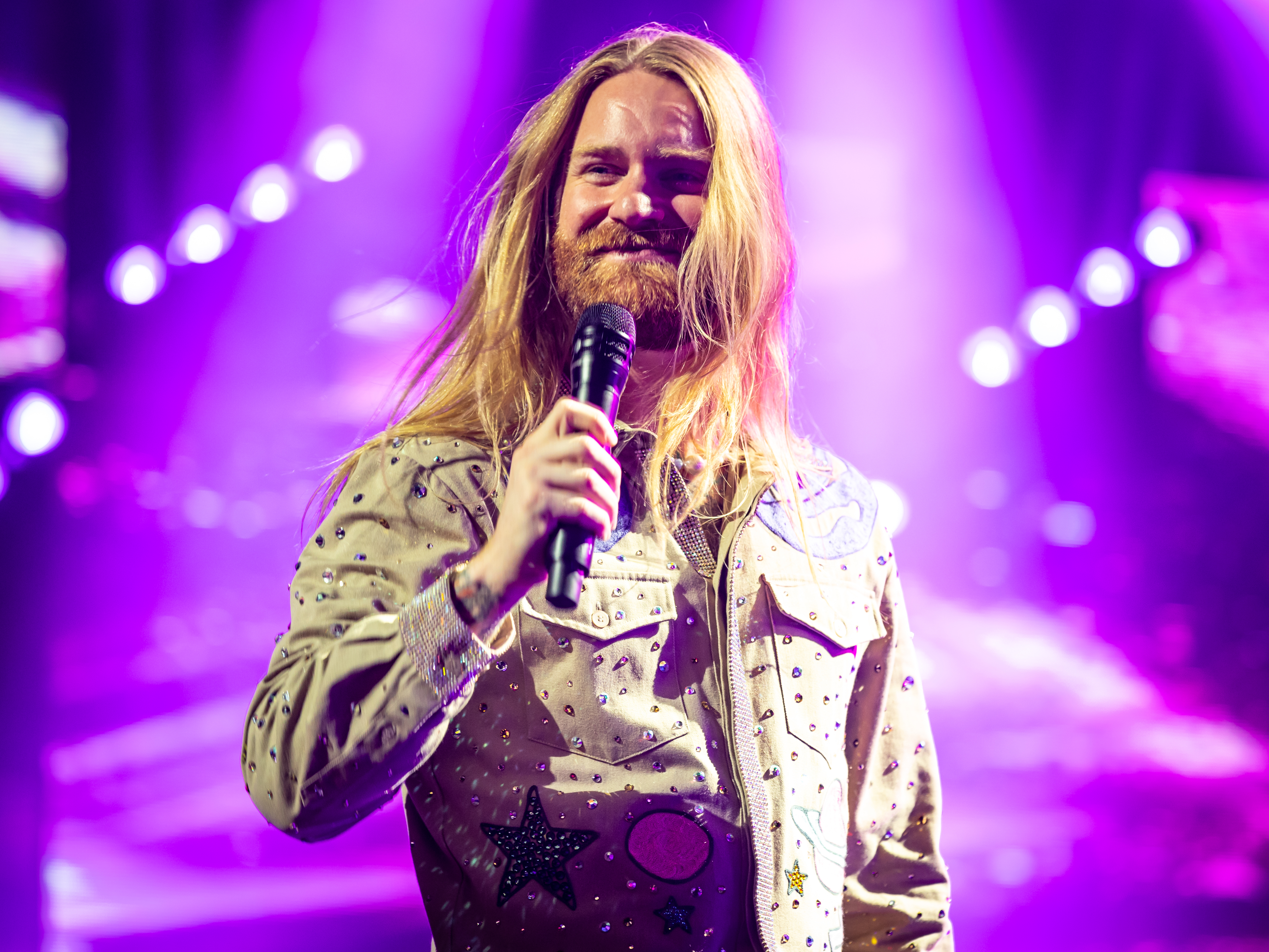
Sam Ryder 2022
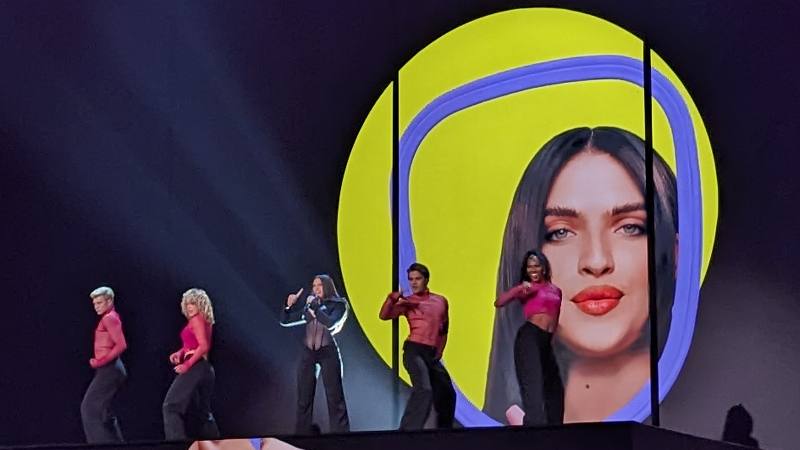
Mae Muller 2023
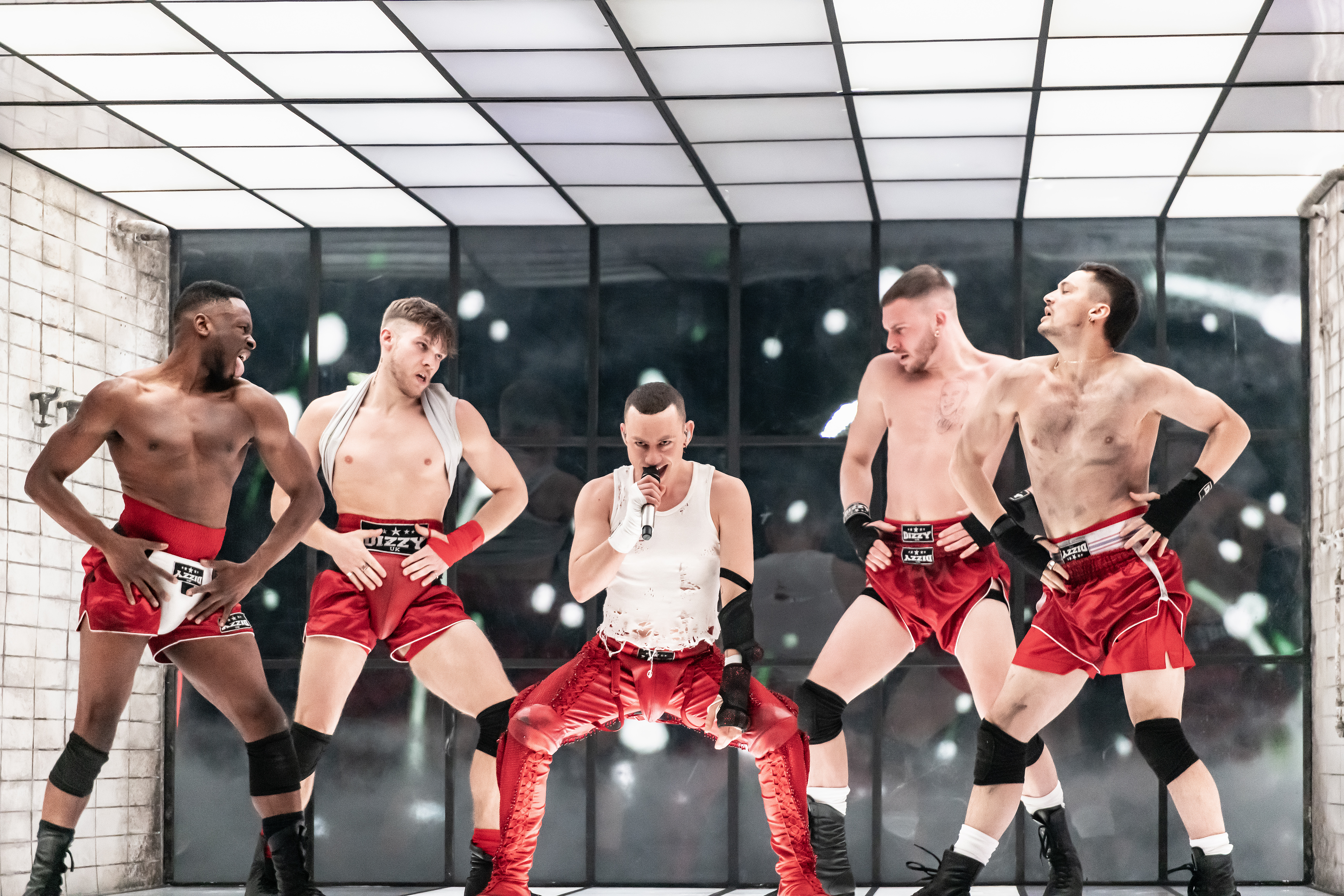
Olly Alexander 2024
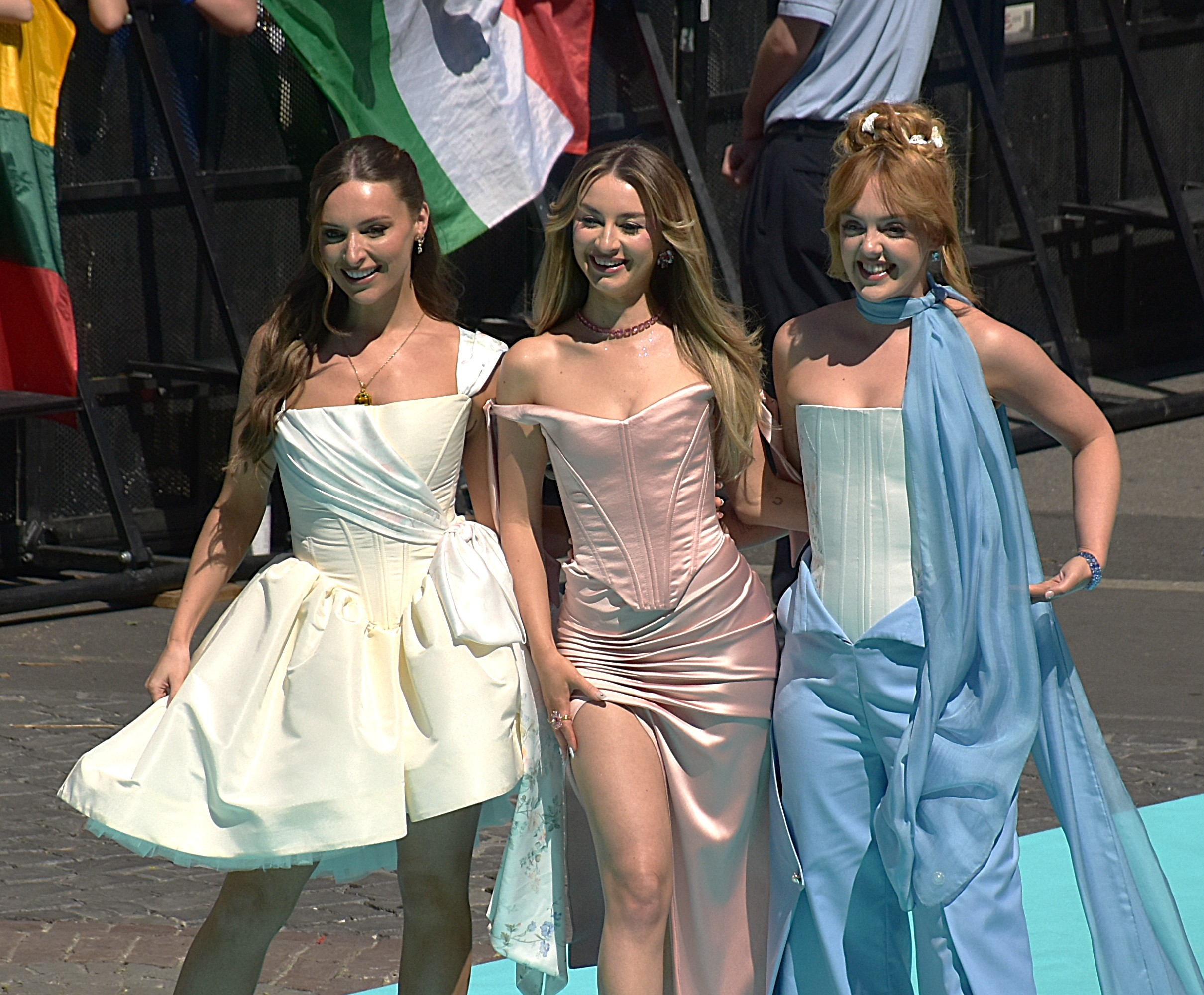
Remember Monday 2025